# Прапор Франції
Прапор Франції (французька drapeau français) — національний символ Франції відповідно до 2-ї статті французької конституції 1958 року, що складається з трьох рівновеликих вертикальних смуг — синьої, білої і червоної — і має пропорції 2 до 3.
Вперше прапор Франції, розроблений Жак-Луї Давідом на прохання Конвенту, офіційно затверджений 20 травня 1794 р. Проте, його походження давніше, оскільки його барви знані як три кольори свободи (14 липня 1789 р.), а синьо-червоно-білі кольори використовувалися трьома різними французькими королівськими династіями.
Триколор є офіційним символом Франції від 1794 року і французької армії від 1812 року, за винятком періодів реставрації (1814–1815 і 1815–1830).
2021 року указом президента Франції Еммануеля Макрона синій колір прапора було змінено на морський відтінок синього кольору.

## Символіка кольорів
Існують різні підходи до розуміння символіки кольорів французького триколора:
- Кольори символізують девіз республіки: свобода, рівність, братерство.
- Кольори, певним чином, відображують стани Франції часів Великої французької революції: духовенство, шляхту та третій стан.
- Кольори символізують єднання парижан (червоно-сині барви міського прапора) та монарха (білий колір).
- Білий колір домінував на церковних прапорах, таким вважався перший прапор популярного французького святого Діонісія, прапор Жанни д'Арк Білий колір в період з 1590 по 1790 рр. був кольором королівського прапора і деяких морських прапорів. З 1814 по 1830 рр., він також був кольором стягів королівської армії. Білий колір символізує Францію і все те, що пов'язане з божественним порядком, з Богом (звідси і вибір цього кольору як основна емблема королівства — за офіційною доктриною влада короля мала божественне походження).
- Синій прапор символізує королівську владу і шляхетський стан. Вважається, що він використовувався ще з часів Хлодвіга I, першого франкського короля, і був пов'язаний з кольором святого Мартіна Турського, святого заступника Франції. Згідно з легендою, святий поділився своїм плащем (синього кольору) з жебраком із Ам'єна, а Хлодвіг після прийняття християнства близько 498 року змінив на честь нього білий прапор на синій. Синій прапор із золотими лілеями був королівським штандартом від ХІІ століття до 1590 року та морським прапором королівства до 1792 року.
- За часів правління Гуго Капета і його нащадків королі Франції мали червону орифламу на честь святого Діонісія, оскільки він був легендарним засновником абатства, яке з часів Дагоберта I було особливо шанобливе. Червоний хрест був символом французів під час хрестових походів.

## Стандартизація розміру та кольору
Протягом перших років революції, три смуги не мали однакової ширини, чергування і розташування смуг змінювався. Остаточне рішення прийнято в часи Наполеона Бонапарта, за порадою художника Жака-Луї Давіда: три вертикальні смуги повинні мати однакову ширину і синя смуга завжди повинна охоплювати древко.
Хоча всі закони про прапор визначали кольори прапора, вони не завжди визначали відтінок. Так, темно-синій колір на одних прапорах чергувався із яскраво-синім на інших, яскраво-червоний — із рожевим. «Альбом національних прапорів і відмітних знаків», виданий SHOM, вперше вказує, що офіційні кольори французького прапора є синій і темно-червоний (посилання Pantone 282C синій (RGB (0,33,71)) і Червоного 186C (RGB (206,17,38))).
| Схема  | Синій       | Білий         | Червоний    |
| ------ | ----------- | ------------- | ----------- |
| Пантон | Reflex Blue | Safe          | Red 032     |
| CMYK   | 100.70.0.5  | 0.0.0.0       | 0.90.86.0   |
| RGB    | (0,85,164)  | (255,255,255) | (250,60,50) |
| HTML   | #0055A4     | #FFFFFF       | #EF4135     |
| NCS    | S 2565 R80B | N/A           | S 0580 Y80R |

Порівняння межевих кольорових відхилень прапора Франції, які мали місце в історії

В даний час прапор Франції повинен мати співвідношення висоти до ширини 2:3, і три смуги однакової ширини. Прапори флоту мають подібне співвідношення розміру (2:3), проте співвідношення смуг інше (30:33:37), що дозволяє, коли прапор майорить на вітрі, візуально побачити смуги рівного розміру.
Прапор під Тріумфальною аркою в Парижі є найбільшим, він має офіційний розмір 1. Найбільш часто вживаний в урядових і військових цілях прапор в тринадцять разів менший розміру 1 (розмір 13).[джерело?]
На телебаченні біла смуга, поміщена позаду оратора значно вужче, ніж кольорові смуги (наприклад, для виступу президента). Це робиться з метою компенсації вузького кадру, який створив би ефект білого фону.

## Історія прапора

### Від Меровінгів до Каролінгів

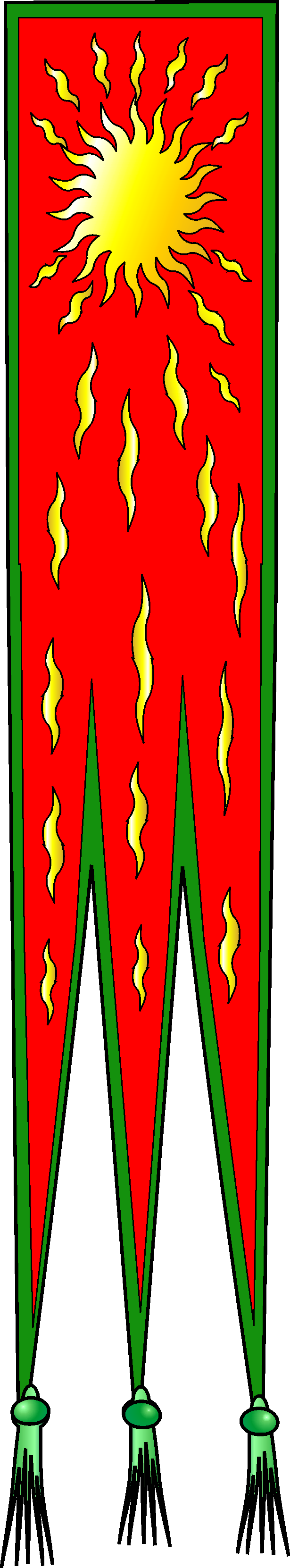
Орифлама

За легендами, червоний прапор «орифлама», який символізував божественний дар вогню, використовував Хлодвіг. Вважалося, що знамено відродженої Римської імперії Папа Римський надіслав Карлові Великому перед коронацією його імператорською короною. Назва «орифлама» (франц. oriflamme) походить з латинської мови Aurea flamma (aurum — золото і flamma полум'я) й буквально означає «золоте полум'я».. Згодом цим поняттям Капетинги і пізніші королівські династії середньовічної Франції стали називати прапор короля. В часи Капетингів королівським родовим прапором був стяг святого Діонісія, патрона Галлії (Франції) і першого проповідника християнства в Парижі. З 1096 року прапор мав вигляд червоного полотнища з косицями. У 1124–1415 роках французький прапор мав вигляд червоного шовкового полотнища з п'ятьма косицами і бахромою зеленого кольору. Спочатку цей стяг вважався бойовим прапором абатства Сен-Дені (там і зберігався постійно), а потім й бойовим прапором французьких королів. Вперше каролінгзька версія походження прапора згадується в надгробній промові у 1350 році, а потім в хроніках XV століття.
З Хлодвігом пов'язують й виникнення французького королівського герба. У стародавніх хроніках говориться, що до прийняття християнства Хлодвіг мав на особистому штандарті біле полотнище з трьома золотими жабами. У 496 році він замінив трьох жаб на три золоті квітки ірису, названі пізніше ліліями. Існує кілька легенд щодо походження назви лілій: одна з них говорить про «віщий» сон перед битвою поблизу Тобліака, інша — про те, що янгол наділив ними короля. Найбільш вірогідною версією є те, що одного разу Хлодвіг зі своїми воїнами сховався від переслідувачів у заростях болотного ірису, що врятувало його від полону.
Пізніше іриси стали називати ліліями з невідомих причин. Можливо, франки всі великі квіти так називали. Можливо, лілії вважали гіднішими короля квітками, ніж іриси (тим паче, що вони трохи схожі). Можливо, що лілія більше зближувала символ квітки з християнством — Діву Марію під час Благовіщення у іконографії зображували з лілією.

### Прапор французьких хрестоносців

Прапор французьких хрестоносців (реконструкція)

1189 року поблизу міста Жизора латинський архієпископ Тирський переконав Філіпа Августа Французького, Генріха II Англійського і Філіпа I Фландрського взяти участь у новому хрестовому поході. На цій зустрічі було вирішено, що на час походу французькі лицарі нашиють на одяг червоні хрести, англійські — білі, а фламандці — зелені.
Таким чином, під час Третього хрестовго походу французькі хрестоносці відрізнялися від інших білим одягом із червоним хрестом. Але тільки з 1300 року кольори стали вживатися, як військовий символ королівства. Так, на початку битви під Монс-ан-Певеле в 1304 році, французькі лицарі мали білі шарфи.

### Сині прапори Капетингів
Відповідно до легенд, синій колір широко використовувався на прапорах Франції як згадка про святого Мартіна, першого святого Західної Галлії, ще одного покровителя Франції. Згідно з легендою, 371 року єпископ Мартін Турський, зустрівши одного разу на дорозі обірваного жебрака, відсік мечем і віддав йому половину свого синього плаща (на його могилі звели храм, де зберігається «цей» плащ).
Проте, якщо використання червоного знамена у війнах королями династії Меровінгів згадується різними авторами, щодо використання синіх знамен пряме джерело відсутнє (до ХІІ століття).
Синій колір знаний як колір молодшої гілки королівської родини Меровінгів (наприклад, Рауля І Вермандського): золото-синя шахівниця, між 1135 і 1145 рр.
Згодом, синє полотнище з золотими ліліями вважалося прапором святого Людовіка. Що стосується лілії (була символом Діви Марії), то в 1150 вона була офіційно запроваджена як королівська емблема, а в 1179 році королем Людовіком VII перенесена до королівського герба. На синьому штандарті лілії вперше з'явилися 1191 року за короля Філіппа II і їхня кількість і розташування були дуже різними.
Наприкінці ХІІ століття, синій колір неба і символ духовної величі, використовується все більшим числом гербів і закріплюється за королівським родом.

Герб Рауля І Вермондського
Французький королівський герб до 1376 р.
Французький королівський прапор до 1376 р.
Французький королівський герб після 1376 р.
Французький королівський прапор від 1376 до 1590 р.

### Прапори часів династії Валуа
Після пред'явлення 1337 року претензій на престол Франції англійським королем Едуардом III (онук Філіпа Красивого і єдиний прямий спадкоємець престолу) було здійснено перенесення символів королівства Франції (червоний хрест і золоті лілії) до англійської королівської геральдики. Відтоді французи починають широко використовувати білий хрест на червоному, синьому, червоно-синьому полі.
Столітня війна дає білому кольору важливе символічне навантаження у вигляді білого хреста, як противаги червоному хресту Англії: Іоанн I 1355 року вимагає від своїх солдатів носити білий хрест на кордоні Гієні. Влітку 1417 року перед навалою англійських військ Генріха V, який бився під знаком червоного хреста, жителі Орлеана носили туніки відзначені синім кольором на грудях з білим хрестом. У 1418, останній син Карла VI, дофіном, затвердив на своєму прапорі образ святого Михайла, що вбиває дракона, і проголосив його покровителем Франції. Емблема французьких солдатів відтоді називалася білим хрестом Святого Михайла. Жанна д'Арк використовувала білий прапор усіяний символами Діви Марії.

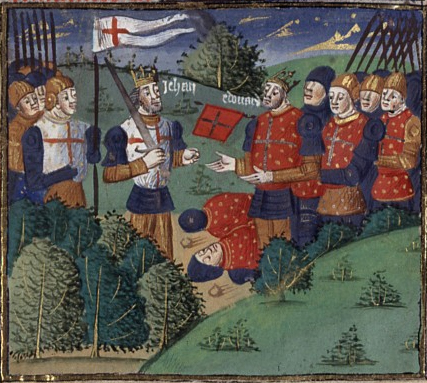
Битва при Пуатьє (1356): французький прапор має червоний хрест
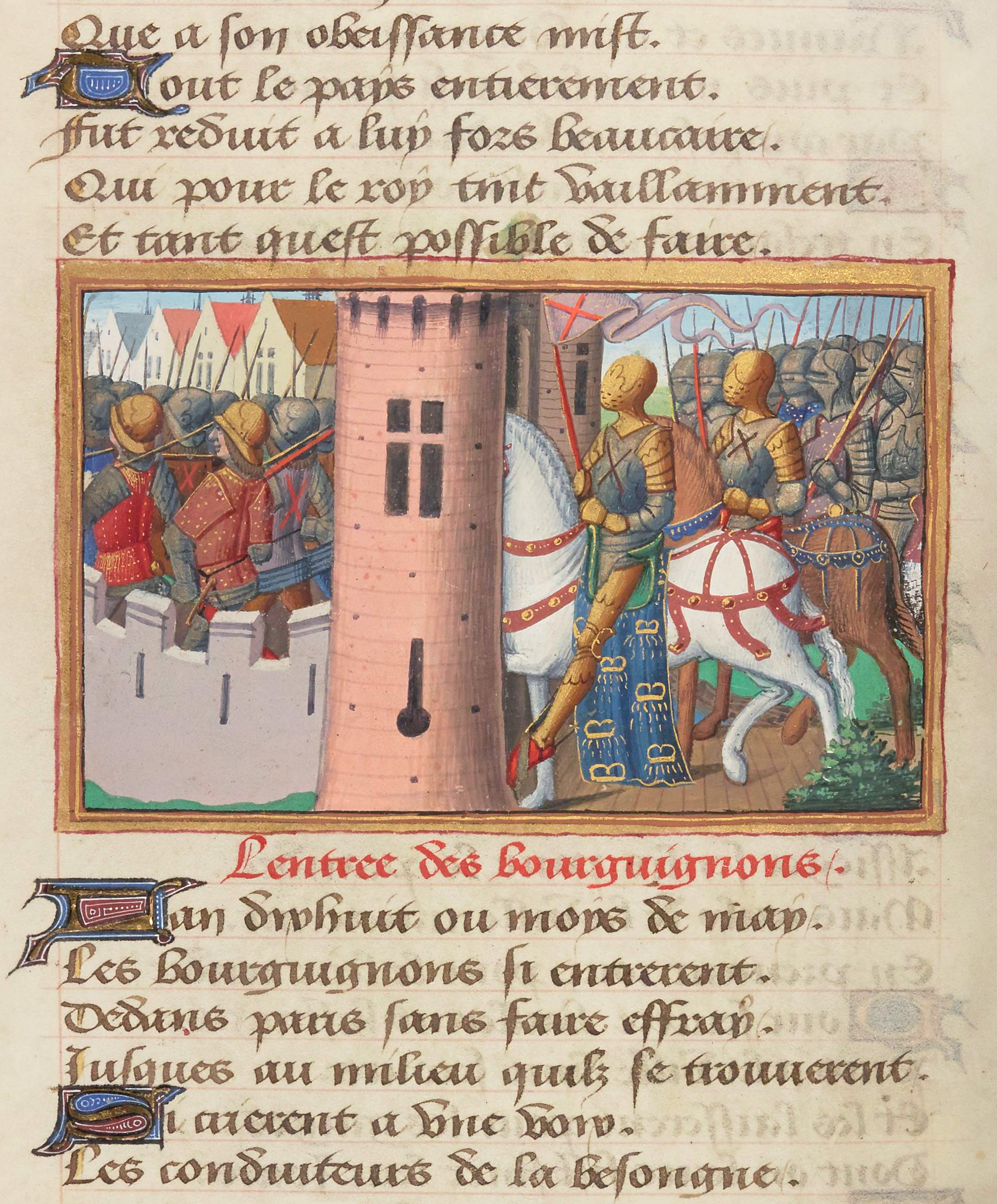
Бургундський хрест Святого Андрія на прапорі в Парижі (1418)
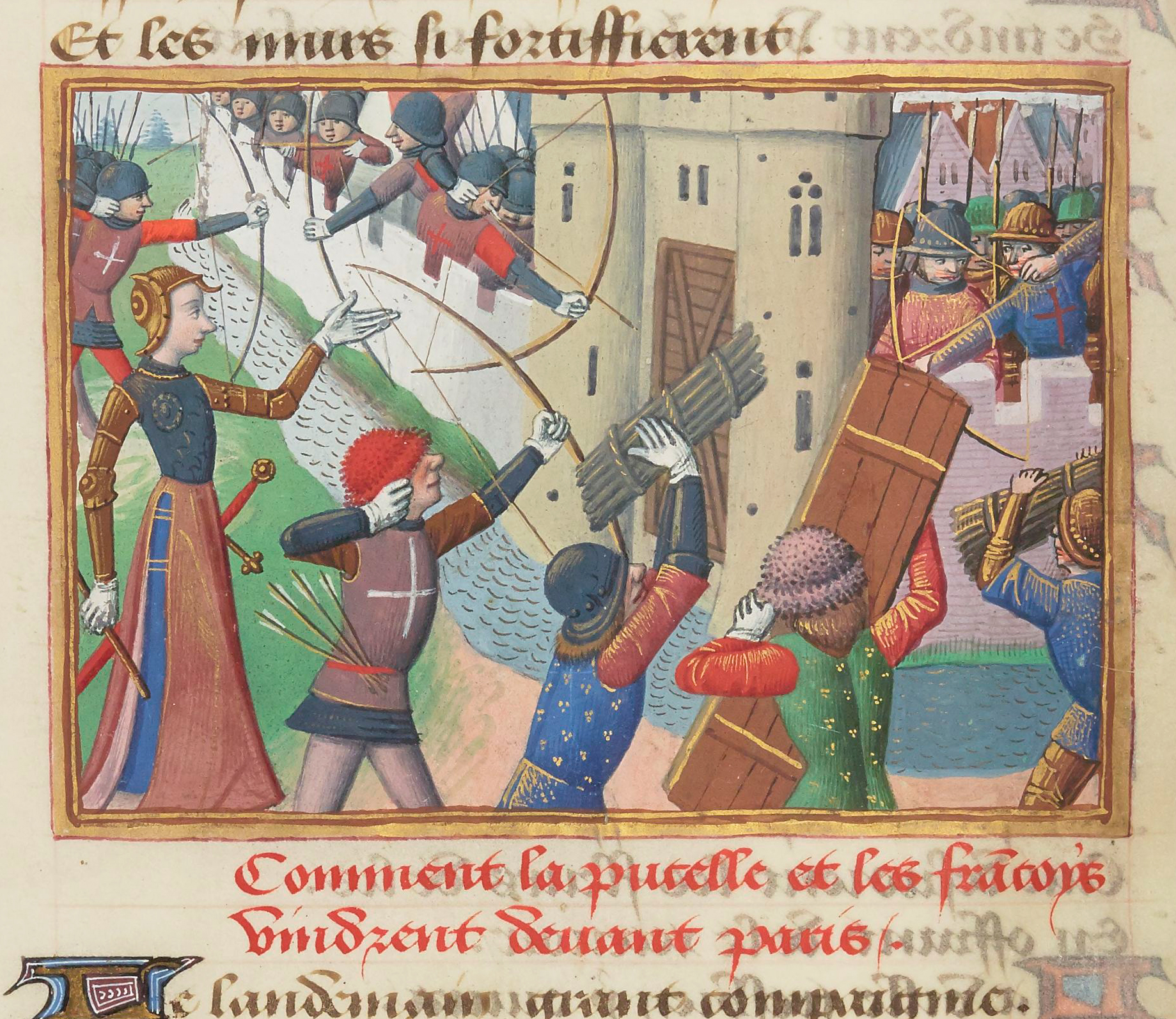
Облога Парижа (1429): французька ознака — білий хрест
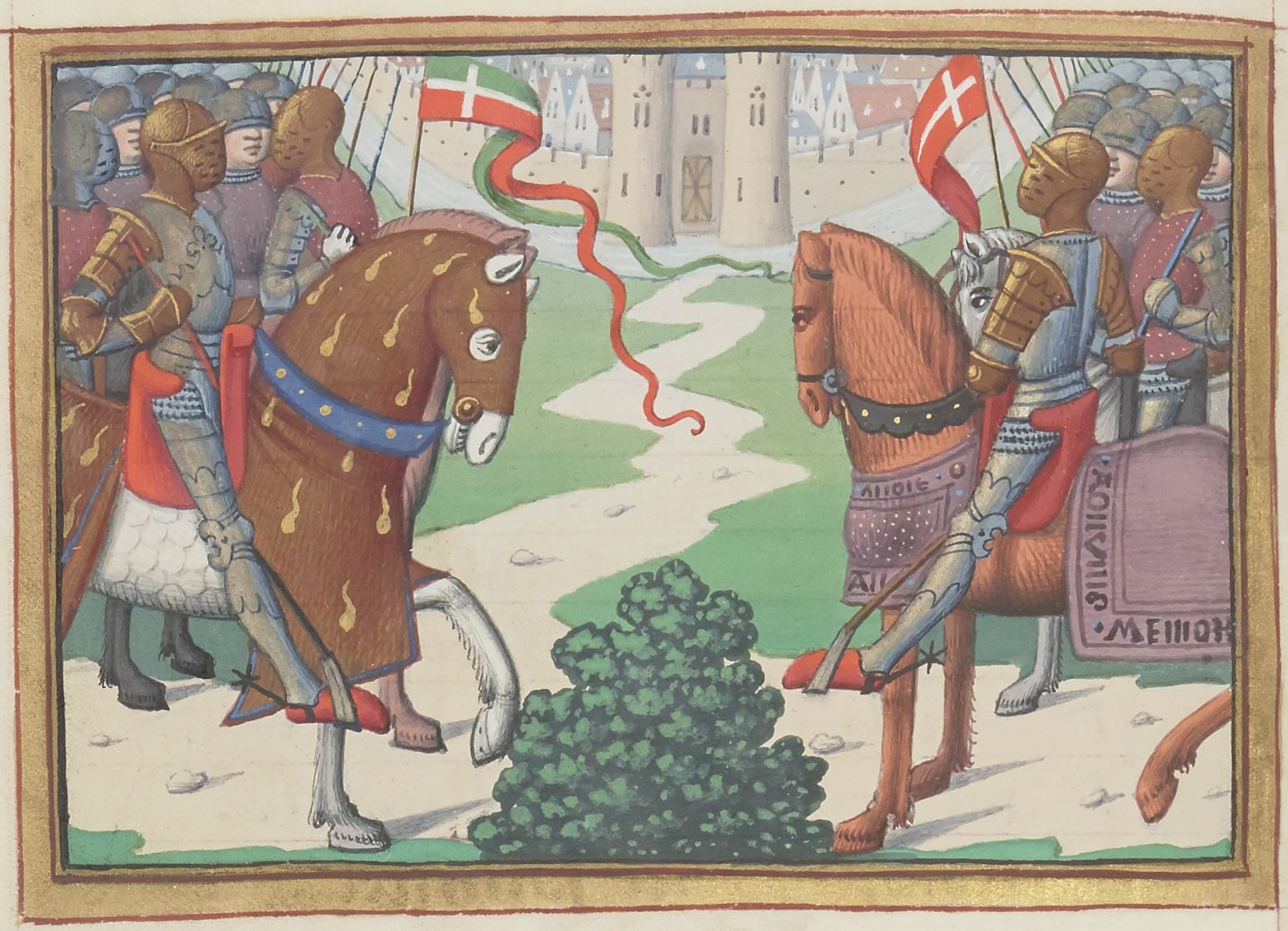
Облога Руана (1449): французька ознака — білий хрест

Червоний прапор із золотими лілеями залишився на королівських галерах.
Кілька королів Франції використовували синій, червоний і білий колір в одязі. Такими були, зокрема, кольори Карла V і Карла IX. Інші королі, такі як Карл VII, використовували зелений колір замість синього.

### Прапори часів династії Бурбонів
Білий колір традиційно асоціюється з французькою монархією. Ця асоціація походить з кінця XVI століття, хоча і продовжує серію старих традицій. Вперше «королівський» колір зафіксовано прийняття Генріхом IV білого шарфа як емблеми королівської армії, на відміну від червоного або зеленого кольору Іспанії та Лотарингії. Насправді це був колір партії гугенотів, до яких належав король до свого вінчання на королівство. Генріх зійшов на трон в 1589 р., бувши гугенотом, і прийняв католицизм тільки в 1593 р. Отже, білий колір вводився тоді, коли він офіційно ще не був католиком. Гугеноти вважали свою віру найчистішою, а тому носили білий одяг, білі шарфи, мали білі знамена. Так, поява цього кольору як королівського символу стає закономірно.
Загалом, у 1590 р. біле полотнище без будь-яких малюнків стало прапором Франції. Пізніше на королівському штандарті стали вишивати золоті лілії.
Наступники Генріха IV дбатимуть про забуття правдивого протестантського походження кольору, наполягаючи натомість на його католицькому характері.
На одязі і прапорах білий хрест став символом французької армії і залишався таким до революції.

Французький королівський прапор (1590—1790 р.)
Прапор Королівства Франції, від часів Людовіка XIV
Прапор військово-морського флоту (до 1665 р.)
Прапор галерного флоту французького королівства
Прапор королівської родини
Прапор Нової Франції
Прапор торговельного флоту (XVII ст. — 1790 р.)
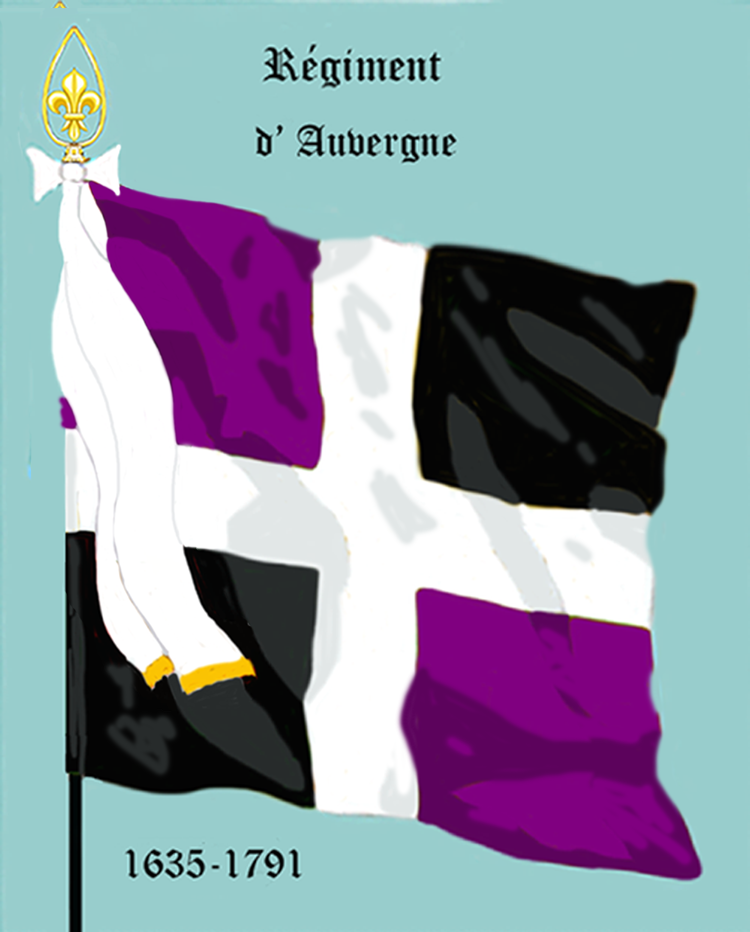
Полковий прапор XVII ст.
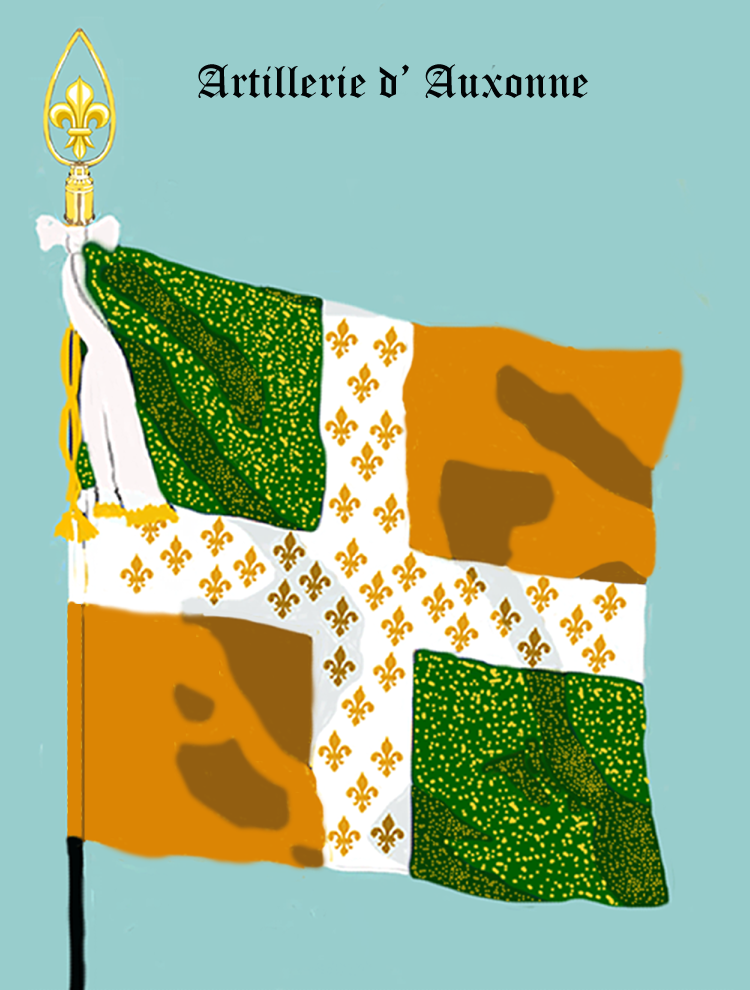
Полковий прапор XVII ст.
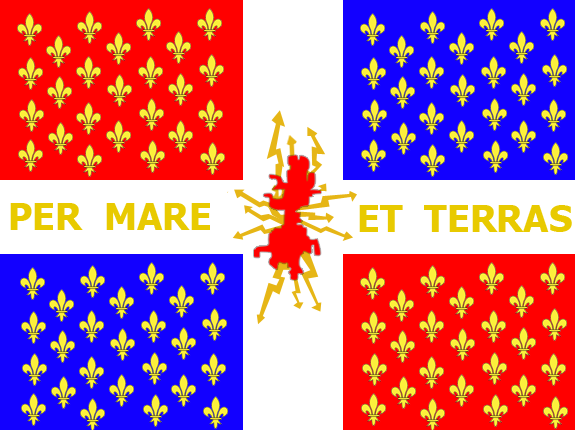
Прапор колоніальних військ Франції (XVII ст. — 1790 р.)

Білий колір був зарезервований як військовий від 1638 для військових кораблів Королівських ВМС. Галери використовують червоні прапори, торговельні судна — сині прапори з білим хрестом, та прізвисько «старий прапор Франції.» Від торговельного прапора походить прапор Квебеку, попередника якого здійняв на кораблі Самюель де Шамплен.

Герб Королівства Франції і Наварри

Генріх IV (1589–1610) одягнув домашню прислугу в білу ліврею з синім і червоним оздобленням. Французька гвардія, створена для забезпечення безпеки короля мала три кольори на формі та емблемі свого полку. Гвардійці зберегли їх після революції, ставши зародком національної гвардії.
Генріх IV навіть рекомендує послам Сполучених провінцій внести зміни до свого прапора, який від початку ніс три кольори: синій, червоний і білий, щоб не наражатися на конфлікт символік. Так, червоний колір Нідерландів на тривалий час був замінений на оранжевий дому Оранських.
Від Генріха IV, кожен суверен династії Бурбонів мав титул «король Франції та Наварри» і використовував розтятий щит з півполями синього (Франція) і червоного (Наварра) кольорів.

### Витоки триколора

#### Кольори Парижа
Від часів середньовіччя столиця Франції мала такий герб:
|  | У червоному нижньому полі срібний галльський корабель на срібних хвилях; у верхньому синьому — золоті геральдичні лілії. |

Срібний корабель вказує на те, що місто розташовано на перетині важливих історичних торгових шляхів — річкового та сухопутного. Лютеція була заснована на Сені як галльське торгове поселення, і саме гільдія човнарів у Середні віки становила важливу складову прибутків міста. Крім того, він символізує острів Сіте, який за обрисами подібний до корабля.
Лазурове поле з золотими ліліями — символ династії Капетингів, що володіла містом в часи Середньовіччя.
Під час бунту 1358 року, парижани використовували міські кольори як символ спротиву дофіну.

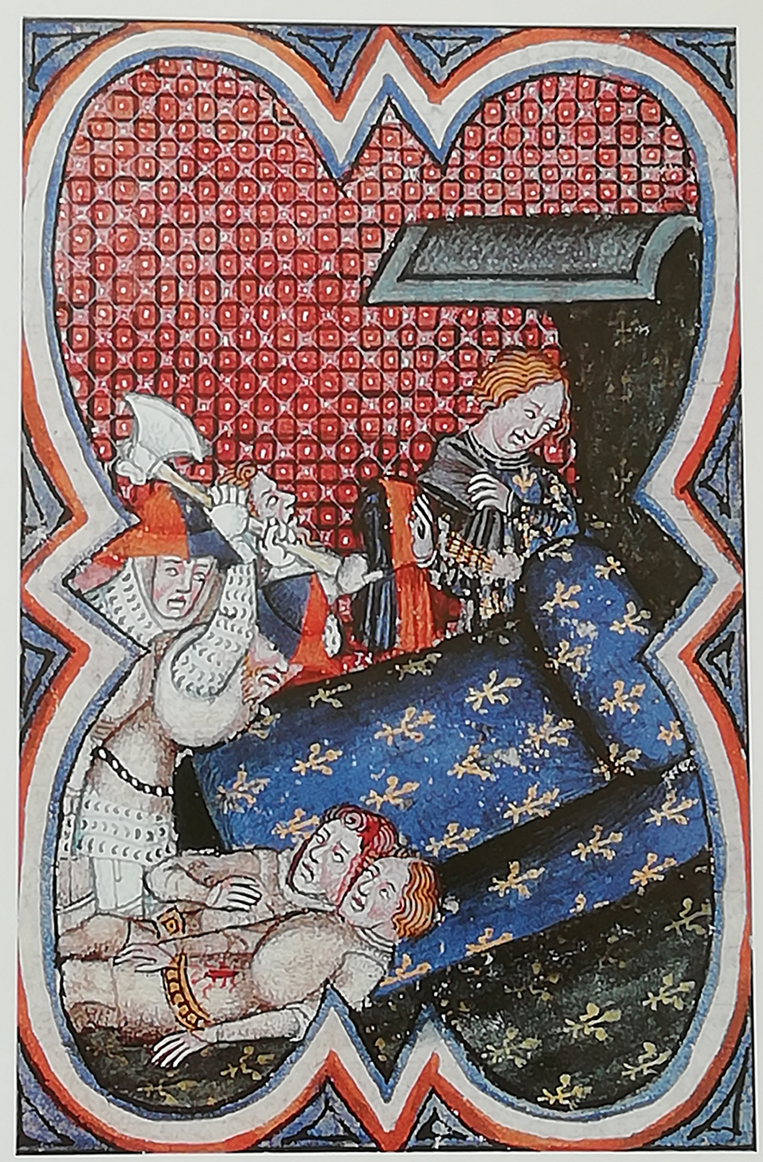
Паризькі бунтівники в червоно-синіх шапках
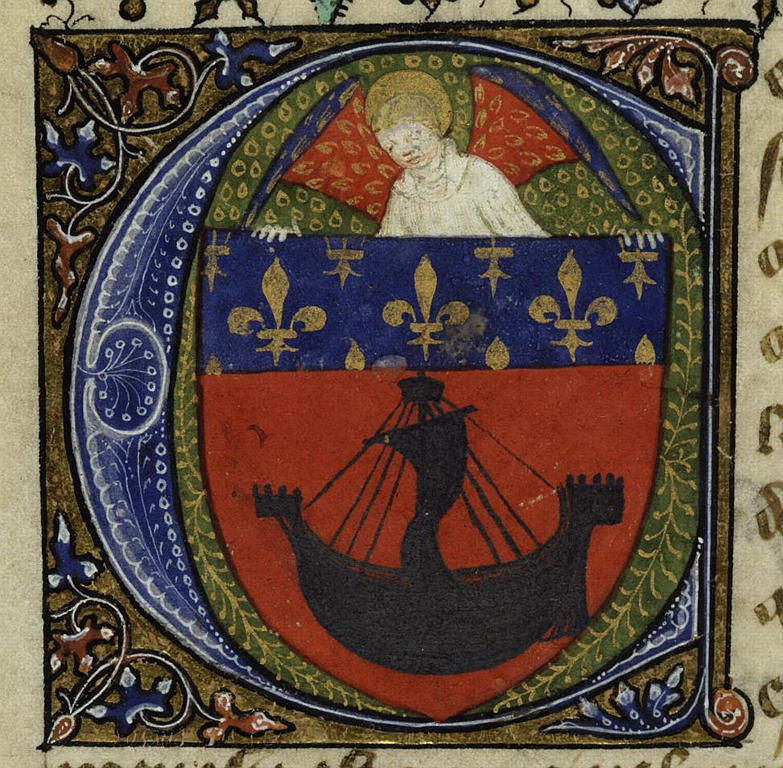
Герб Парижа (XVI століття).
Сучасний герб Парижа
Сучасний Прапор Парижа

#### Кольори Американської свободи
Наприкінці XVIII століття, британська та американська міліція мала чорні кокарди. Саме під чорними кокардами вони воювали проти французьких захисників Канади під час Семирічної війни. Після проголошення Декларації про незалежність США, повстанці отримали той же знак. Прибуття 1780 року військ французів із білою кокардою породило домовленість з Вашингтоном, що союзні війська будуть мати кокарду чорно-білу. Континентальна армія покладала білу кокарду французького королівства на свою стару чорну кокарду, французи взаємно покладали чорну кокарду на свою білу, на знак французько-американського союзу. Чорно-біла кокарда таким чином, стала знана як «Союзна кокарда».
Так, зі Сполучених штатів французькі вояки принесли не лише практику створення нових кокард шляхом поєднання старих, а й пам'ять про американські кольори як кольори свободи.

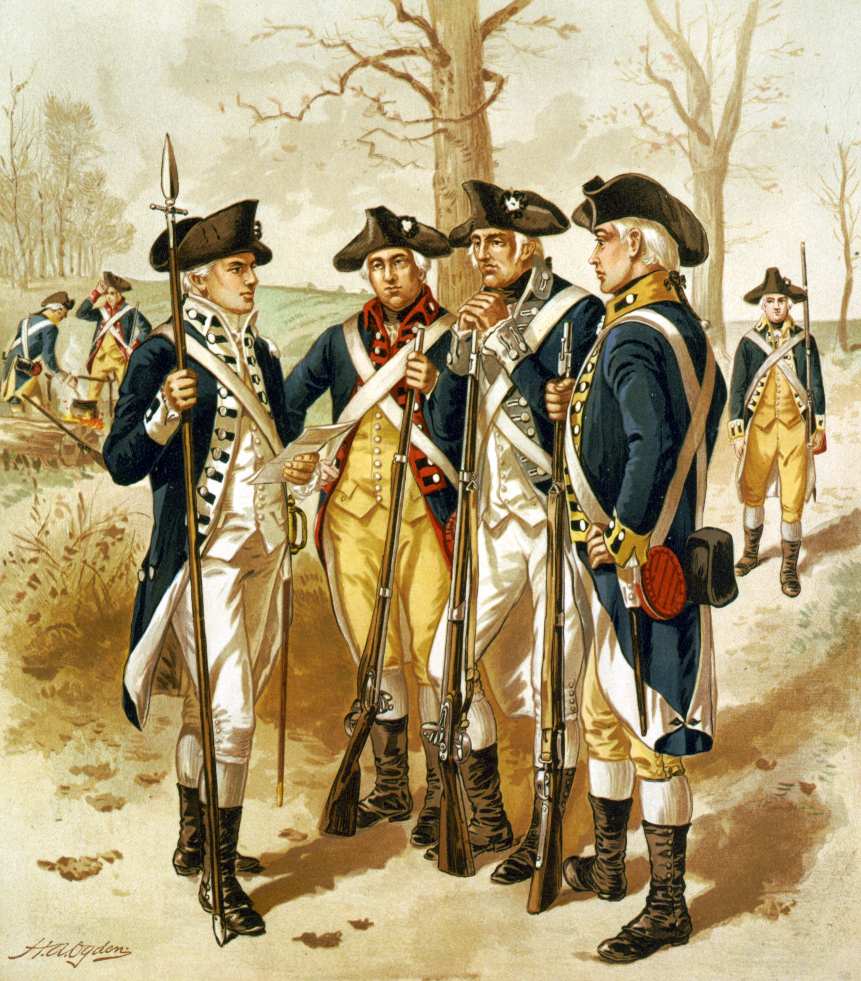
Піхота армії США 1779—1783 з чорно-білими кокардами
Прапор США (1777)
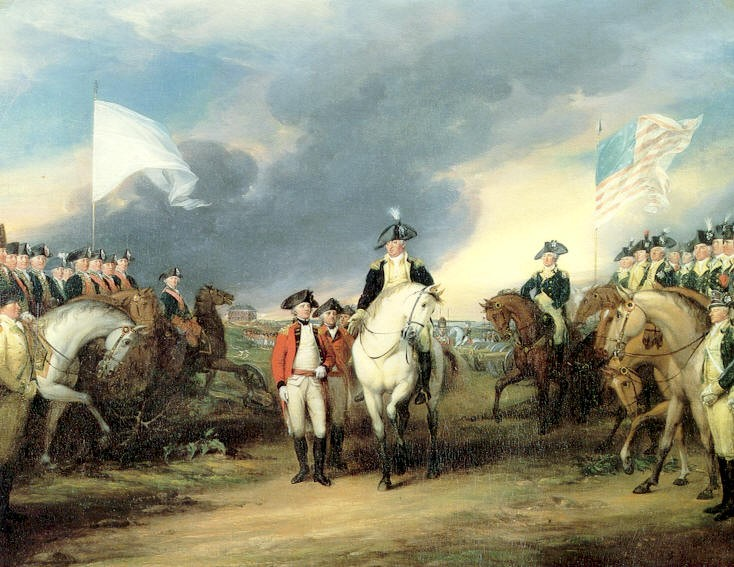
Французькі (ліворуч) і американські (праворуч) війська (1781)

### Прапор революції та Першої республіки

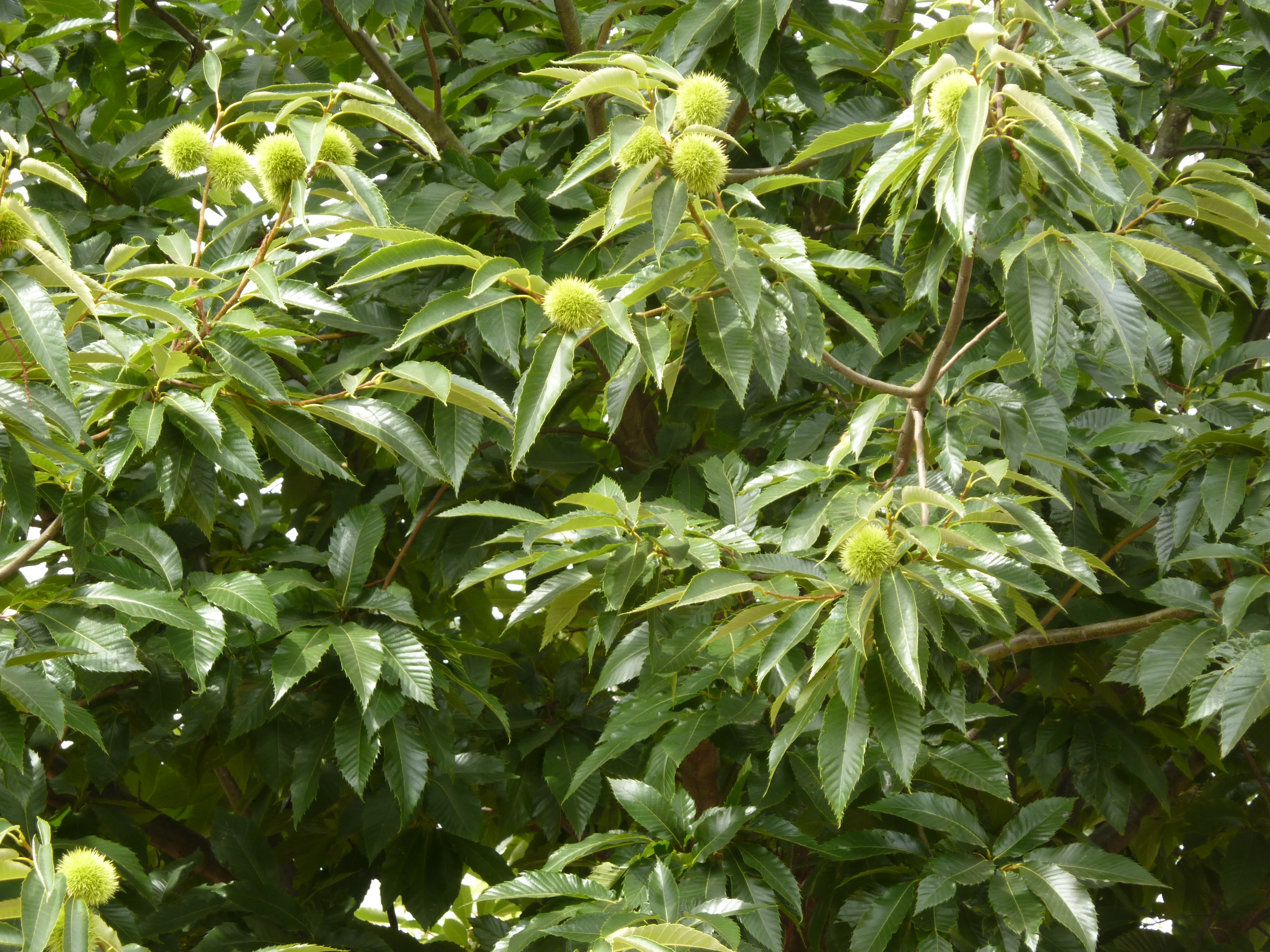
Зелене листя каштану — революційний символ французів 12 липня 1789 року

Під час Французької революції у саду палацу Пале-Рояль збиралися стихійні народні мітинги. Під час одного з них, у неділю 12 липня 1789 молодий журналіст Каміль Демулен скочив на стіл, що заміняв трибуну, і вигукнув:
|  | Громадяни! Нічого втрачати жодної хвилини ... Сьогодні ж ввечері всі швейцарські і німецькі батальйони виступлять з Марсового поля і переріжуть нас! Нам лишається один засіб - взятися за зброю... Потрібно визначити колір для розрізнення своїх і для взаємного захисту. Хочете - сказав він - кокарди зеленого кольору, кольору надії, чи червоні - кольори вільного ордену Цинциннаті? |

Більшістю голосів присутні прийняли зелені кокарди. Каміль зірвав лист з найближчого дерева і прикріпив його до свого капелюха.
За словами сучасників, за кілька хвилин каштани саду Пале-Рояль були майже оголені. До вечора весь революційний Париж мав на капелюхах і в петлицях зелені стрічки. Це був яскравий відмітний знак, що різко виділявся серед білих кокард роялістів. Зелений колір означав загальну революційну мобілізацію.
Незабаром революціонери виявили, що зелений колір був геральдичним символом молодших принців королівського думу, зокрема, кольором непопулярного графа д'Артуа (майбутнього Карла X). Саме тому революціонери замінили зелені кокарди на кокарди з іншими кольорами, як правило, білим або червоним.
13 липня 1789 р. Комітет виборців Парижа постановив відновити існуючу раніш Паризьку міліцію (Національну гвардію). У пункті 10 цієї постанови зазначено:
|  | ... Відмітним знаком обираються кольори міста, прийняті генеральними зборами. Всі будуть носити синьо-червону кокарду. |

14 липня 1789 р. збройні парижани рушили на Штурм Бастилії, що була символом королівського всевладдя і захищалася королівськими солдатами з білою кокардою на капелюхах. Бастилія пала, її коменданту відрубали голову і накололи на піку, а всі міщани прикрасили себе синьо-червоними кокардами муніципальної охорони Парижа, яка взяла активну участь у даній події.
Через кілька днів після штурму Бастилії, Марі Жозеф де Лафаєт запропонував об'єднати білий колір королівства Франції із муніципальними червоно-синіми кольорами. Подібні кокарди відразу набули великої популярності. Цілком можливо, що Марі Жозеф де Лафаєт, який боровся разом з американськими повстанцями за незалежність штатів від Англії, використав три кольори американських кокард.
У п'ятницю, 17 липня 1789, Людовик XVI вирушив до мерії Парижа, де отримав триколірну кокарду. Цілком можливо, що поєднання синього, червоного і білого кольору того дня символізувало офіційне визнання королем муніципальної охорони Парижа як одиниці збройних сил Франції. Три кольори вже давно використовувалися разом або окремо як символ державної влади у Франції, але триколірна кокарда в той час була лише ознакою приналежності до військової частини, нехай і революційної.
Цікаво, що у документах 1789 року білий колір не вказується як королівський, а лише як колір Франції чи королівства. І лише пізніше, білий колір був визнаний як колір короля.
Легенда про створення триколірної кокарди королем з'являються набагато пізніше. Згідно з нею, 17 липня 1789 р. в Париж прибув король Людовик XVI, і в готелі де Вілль його зустрів мер міста. Мер подав королю ключі від столиці та синьо-червону кокарду національної гвардії міста, кажучи при цьому: «Чи буде завгодно Вам прийняти відмітний знак французів?» Король, нічого не кажучи, прикріпив піднесену кокарду на капелюх поверх своєї білої кокарди і, надівши капелюх на голову, вийшов на балкон до народу, який вітав його появу. Певним доказом такої думки є і те, що республіканці 1792 року навіть не думали видаляти білий колір з триколора.
Національні збори в указі від 20 березня 1790 постановили, що 
|  | ...коли муніципальні службовці виконують свої обов'язки, вони повинні для виділення мати шарф з трьома кольорами нації: синій, червоний і білий. |

Кокарди породили спонтанне використання триколірних прапорів. Як правило, вони були горизонтальні.

Триколірна кокарда
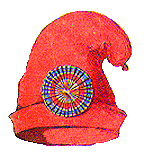
Кокарда на фригійському ковпаку
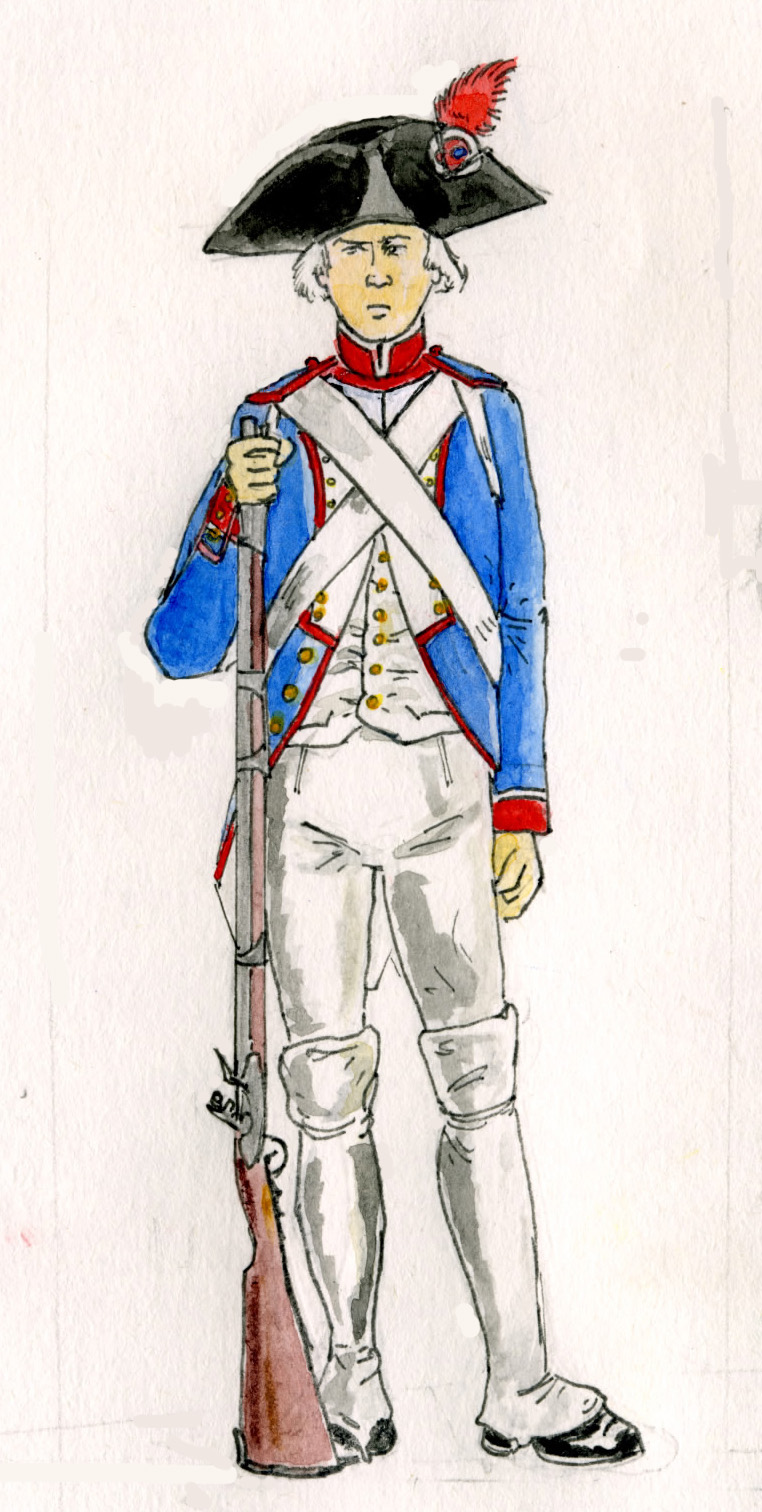
Стрілець Національної гвардії (1791)
Революційний прапор на Святі Федерації 14 липня 1790 року
Революційний прапор на страті Людовіка XVI
Революційний прапор на святі Верховної Істоти
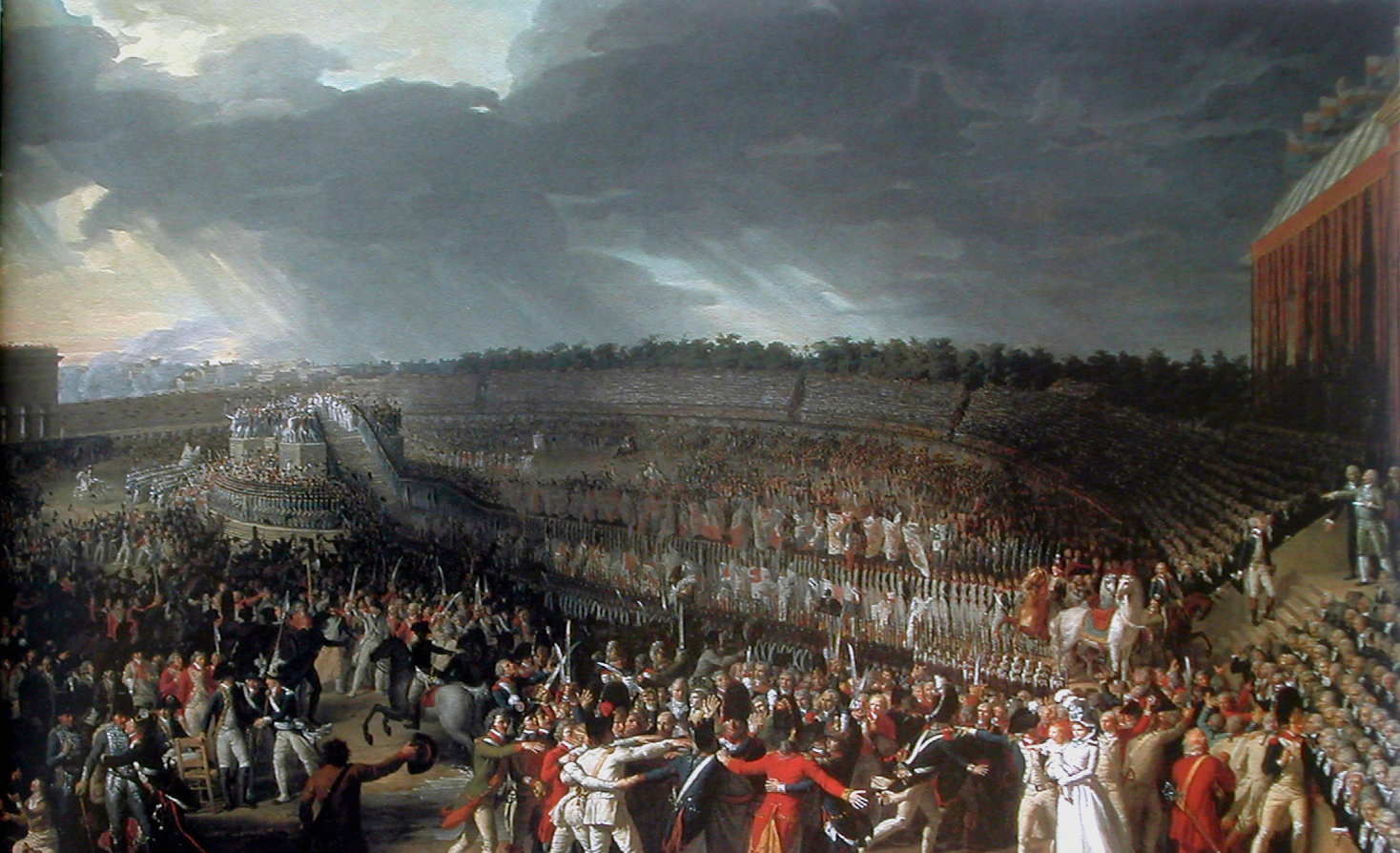
Свято Федерації 14 липня 1790 року, на Марсовому полі
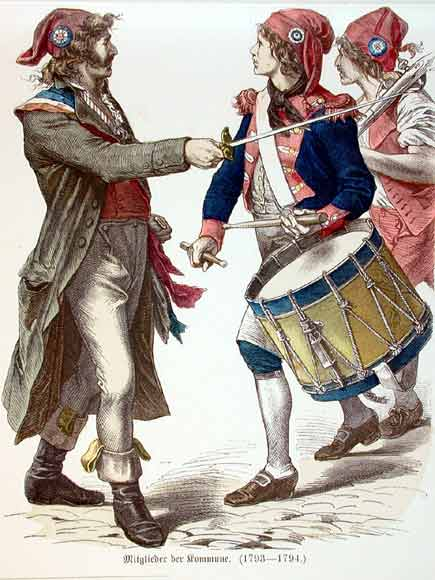
Санкюлоти з революційними кокардами

Проблема офіційного затвердження триколора гостро постала на флоті. В жовтні 1790 року начальник ескадри Альберт де'Ріолі подав у відставку, зважаючи на повну неможливість підпорядкувати матросів. У скарзі на флагмана моряки писали:
|  | ...Де'Ріолі продовжував носити білу кокарду і чинив опір тому, щоб ескадра здійняла революційні триколірні прапори. |

Проте, офіційно затверджених триколорів ще не було.
Після цієї події питання запровадження нових військово-морських прапорів було піднято в Установчих зборах. У жовтні 1790 року Установчі збори обговорювали питання, чи слід створити новий національний прапор. Традиціоналісти хотіли зберегти білий прапор як історичний і відмовлялися копіювати голландський прапор.
Барон Жак-Франсуа Мену і маркіз де Мірабо захищали ідею прийняття нового триколора як символу нових свобод. 24 жовтня 1790 року Установчі збори ухвалили новий прапор для флоту:
|  | Стаття 1. Гюйс на бушприті буде складатися з трьох рівних вертикальних смуг, з яких найближча до флагштока буде червона, середня - біла і третя - синя. Стаття. 2. Кормовий прапор матиме у своїй верхній частині вищевказаний гюйс. Криж був оточений прямокутною білою облямівкою зсередини, зовні - синьою і червоною від щогли. Решта частини прапора буде білого кольору.. |

Так, триколор став першим національним символом у світі.
Під час подальших подій триколор все більш уособлював революцію. Декрет про заборону носити інші кокарди (крім триколірної) був повторений в липні року 1792. А в жовтні, вже після повалення королівської влади, знову видається революційний декрет, що забороняє під загрозою смертної кари продавати або навіть виготовляти кокарди інших кольорів, крім червоно-біло-синього.
Офіційний триколор тривалий час вживався із прапорами, де революційні кольори подавалися невпорядковано. Так, страта Робесп'єра 1794 року супроводжувалася як горизонтальними червоно-біло-синіми триколорами, так і горизонтальними п'ятиколорами з синьо-біло-червоно-біло-синіми смугами.
Новий триколірний національний прапор був змінений Національним конвентом 15 лютого 1794. Зміна прапора вступала в силу для суден з 20 травня 1794. Ідея нового варіанту прапора належить художнику Жаку-Луї Давіду, який змінив чергування червоного і синього кольорів.
Запровадження нового прапора було зроблено на прохання моряків флоту, які погрожували повстанням, оскільки національний прапор 1790 прибивався до щогли червоною частиною, яка асоціювалася із кольором свободи: «Не дозволимо розпинати цвяхами колір свободи!»

Прапор Франції (1790—1794)
Кормовий прапор ВМФ Франції (1790—1794)
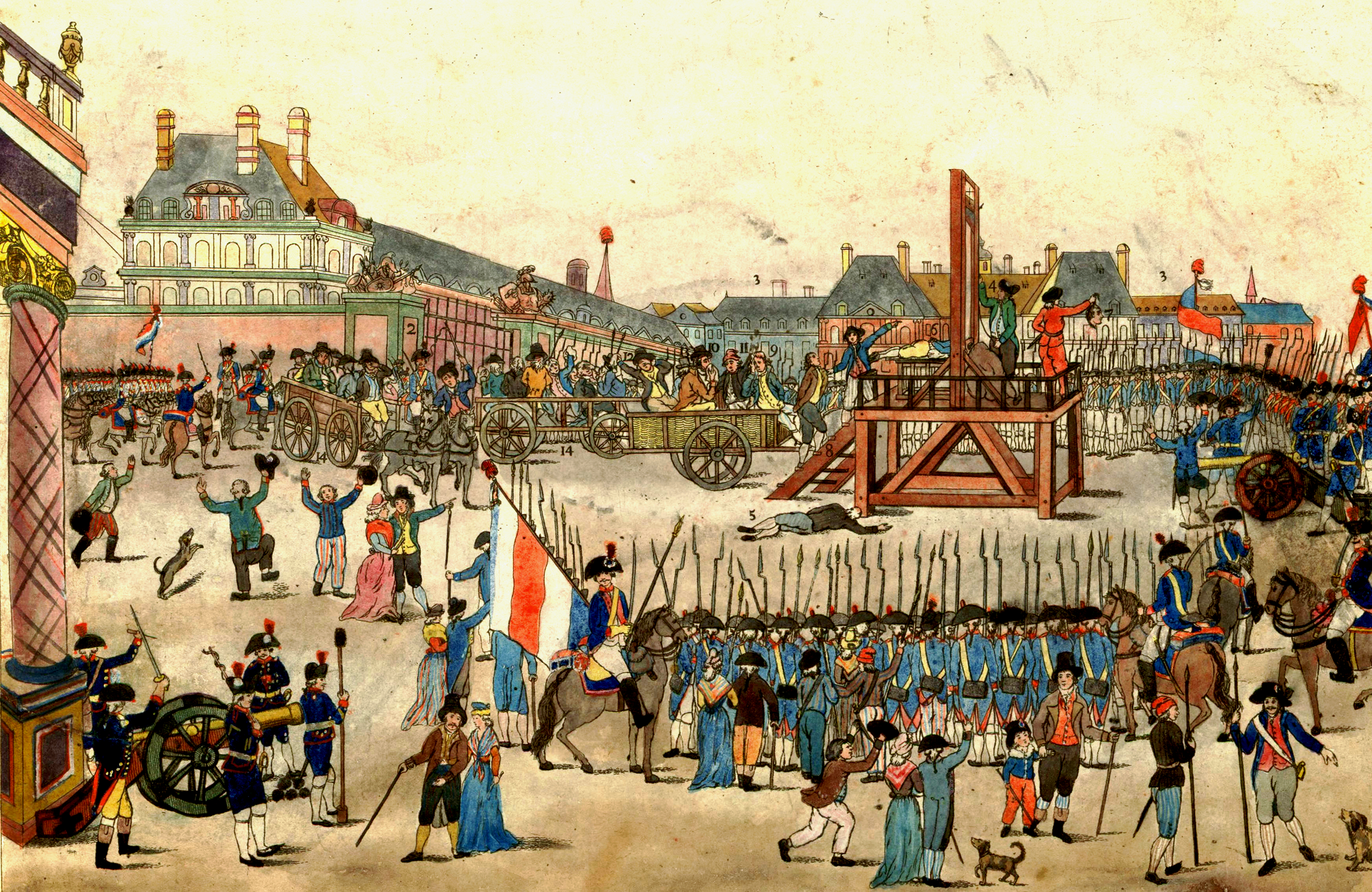
Страта Робесп'єра 1794 року
Прапор Франції від 15 лютого 1794 р.
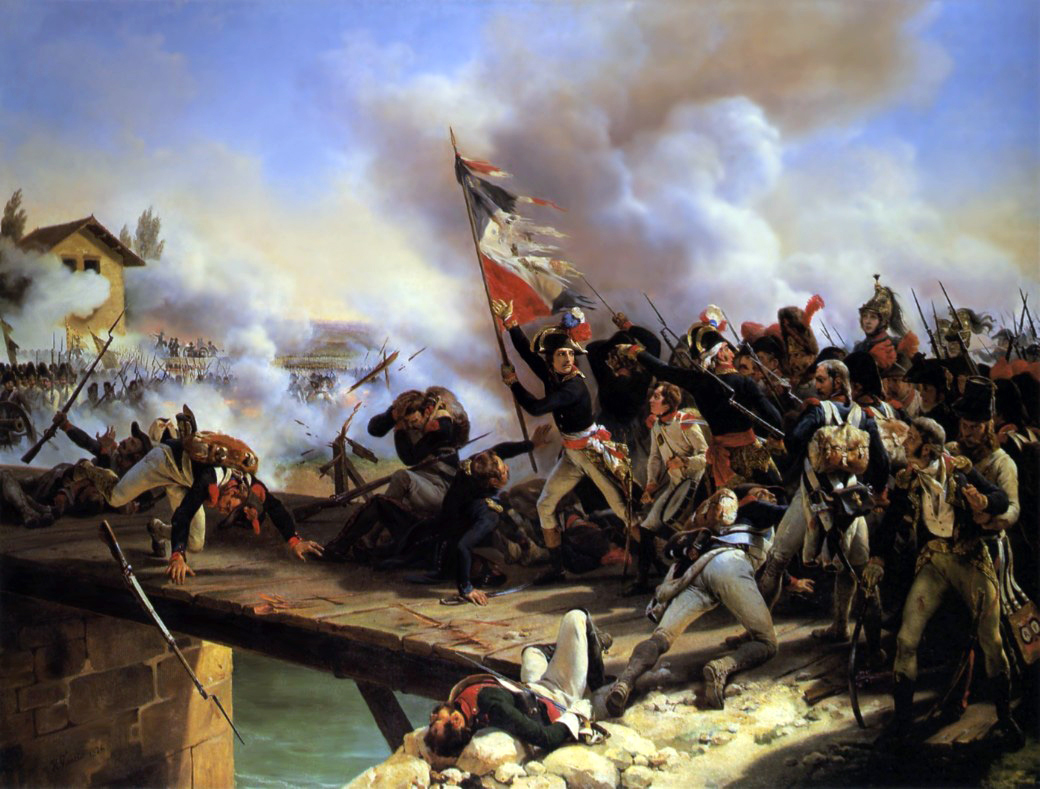
Наполеон із прапором у битві під Арколе 1796 р.

Прапори армії з 1791 р., зокрема, Національної гвардії з 1789 р.,були з використанням трьох кольорів. Таким чином, в битві під Арколе Наполеон розмахував білим стандартним прапором з золотим лікторським пучком в центрі та чотирма різнокольоровими кутами синього і червоного кольорів.
На практиці, на прапорах полків республіки часто були розміщені білий хрест та поєднання квадратів чи кутів червоного, синього або зеленого кольору. Конструкції прапорів варіювалася від одного полку до іншого.

### Перша імперія
При Наполеоні I державний прапор не зазнав змін.
Перший єдиний стандарт кольорів військового прапора було запроваджено 1804 р.: білий квадрат у центрі, змінні сині та червоні трикутники в кутах, золочені написи в центрі. Прапори увінчували зображення орлів, як посилання на традицію Римської імперії.
Від 1812 року розпочалося виготовлення прапорів із вертикальними смугами і позолоченими написами на білому тлі.

Прапор наполеонівської Франції
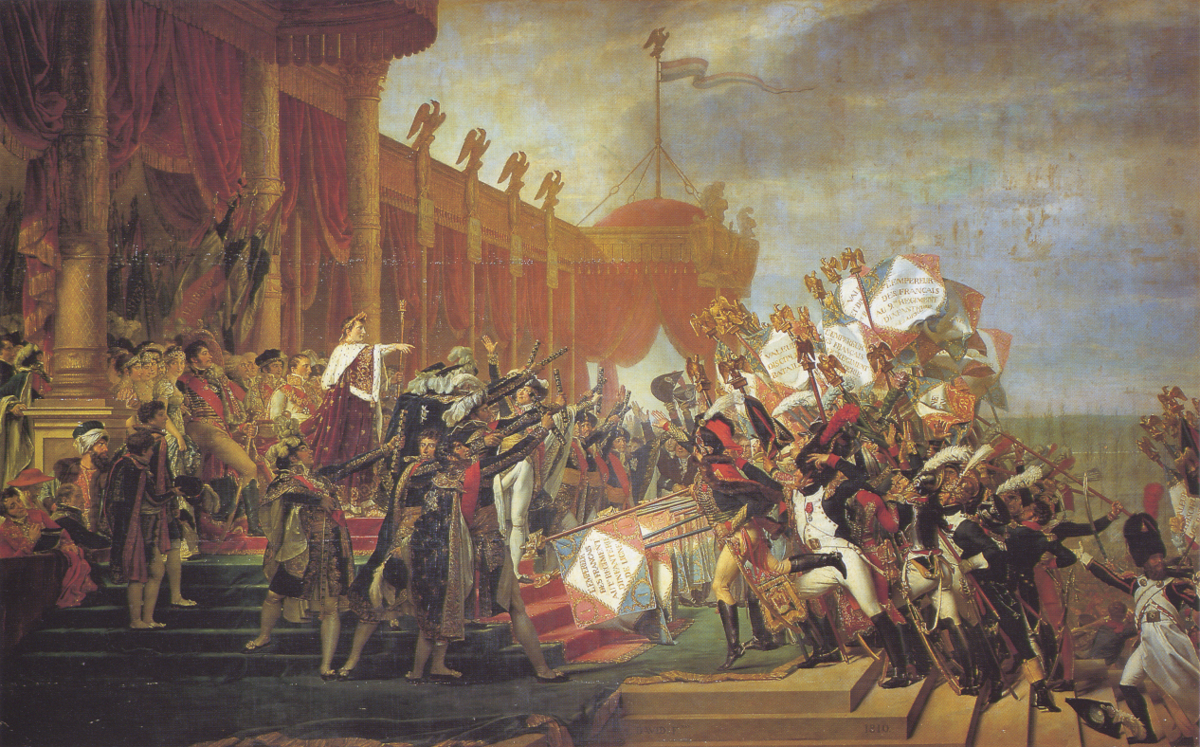
Військові прапори (1810).
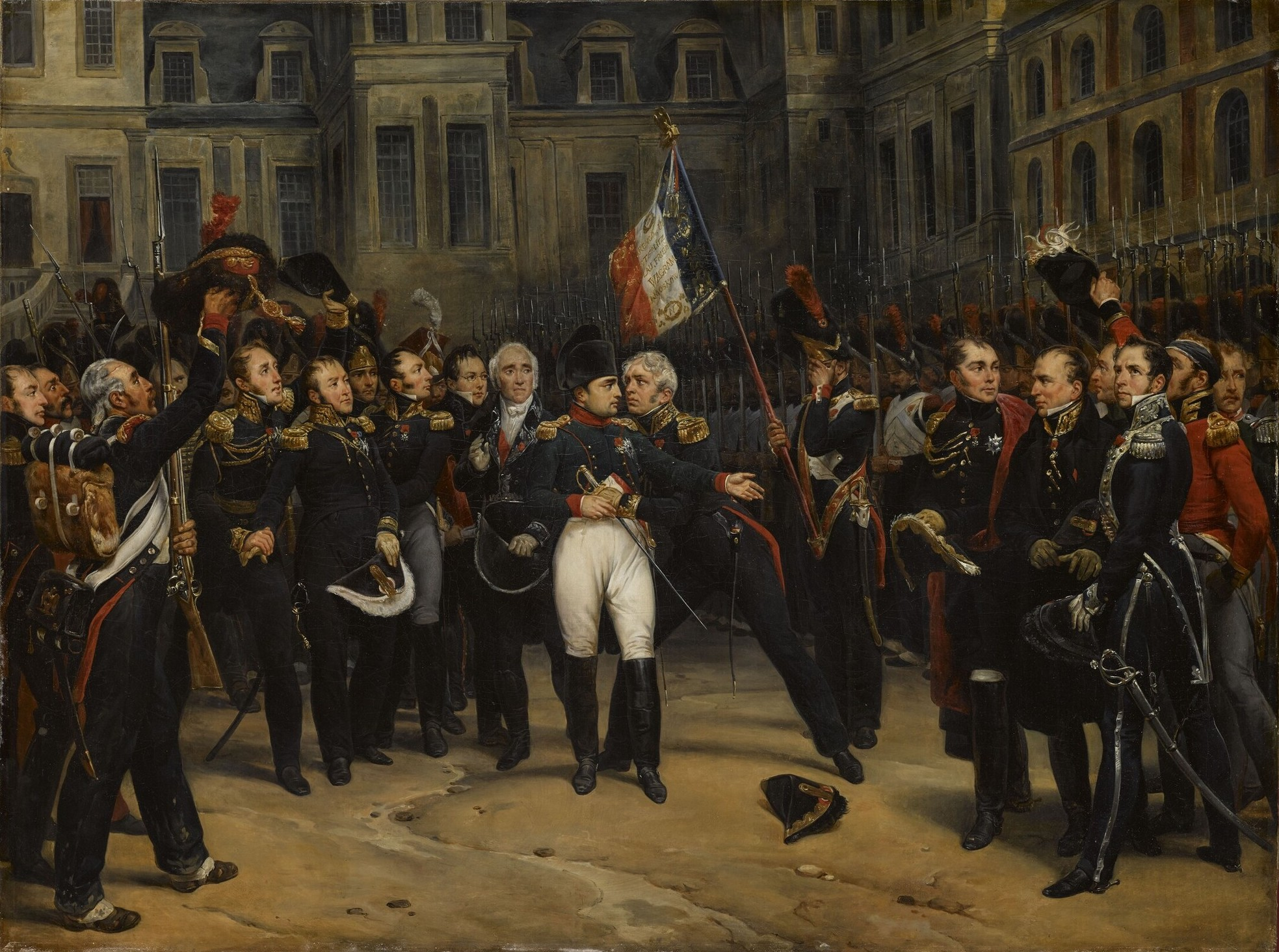
Військові прапори (1815).

### Реставрація Бурбонів
Відновлення у Франції королівства на чолі з династією Бурбонів в особі Людовика XVIII 1814 року спричинило і відновлення білого прапора як державного. Так, закон Тимчасового уряду від 13 квітня 1814 року мав таке положення:
|  | Тимчасовий уряд, заслухавши доповідь Тимчасового комісара Військово-морського міністерства, зазначає, що білий прапор і біла кокарда будуть використовуватися на військових кораблях і торгових суднах. |

На час «Ста днів» Наполеона указом від 9 березня 1815 року було відновлено триколор як державний прапор.
6 липня 1815 знову відновлюються суто білі прапори (хоч багато наближених до короля Людовика XVIII сановників виступали за триколор), а за використання синьо-біло-червоних прапорів можна було позбутися голови.
Під час Віденського конгресу російський імператор Олександр I висував на французький престол свого ставленика, відомого своїми ліберальними поглядами Луї-Філіпа та виступив з пропозицією залишити триколор, точніше — провести плебісцит на цю тему. Пропозиція підтримки не отримала.

Роялістський прапор кінця XVIII ст.
Прапор Вандеї
Королівський прапор (1814—1815, 1815—1830 р.
Прапор Франції часів Ста днів Наполеона (1815)
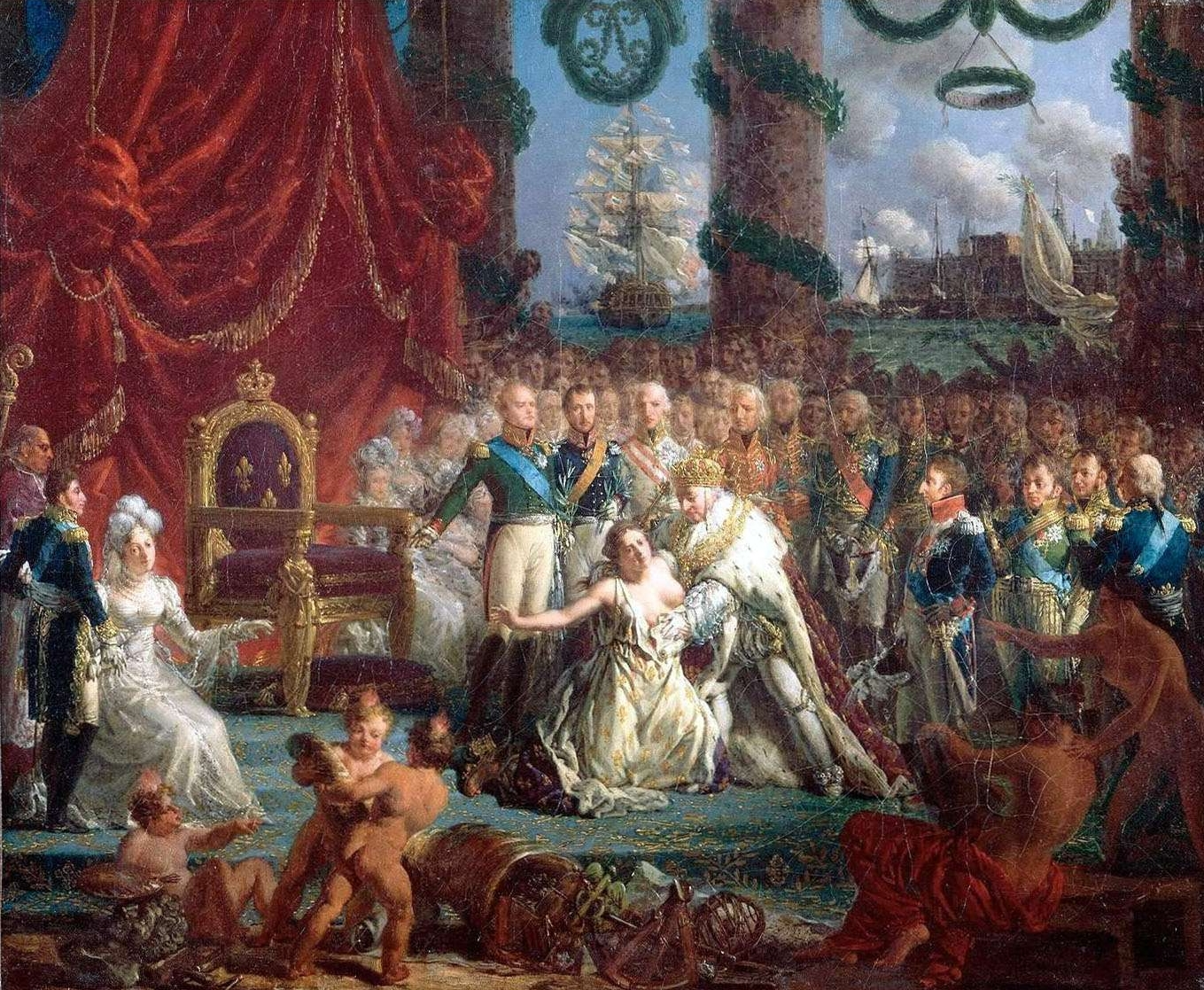
Алегорія реставрації (на задньому фоні - білі прапори)

### Липнева Монархія
Бурхливі події Липневої революції 1830 р. зігнали Бурбонів з престолу, постала Липнева монархія на чолі з Луї-Філіппом I. 1 серпня 1830 ненависні французам білі королівські прапори зникли з
флагштоків і були замінені справді національним синьо-біло-червоним полотнищем. 6 серпня 1830 року особливим декретом триколор офіційно оголошується прапором Франції, що стала тепер конституційною монархією (в артикулі № 67 конституції прапор згадується як морський, а не державний!). При цьому держак прапора прикрашала фігурка галльського півня.

Прапор Франції часів Липневої монархії (1830—1848)
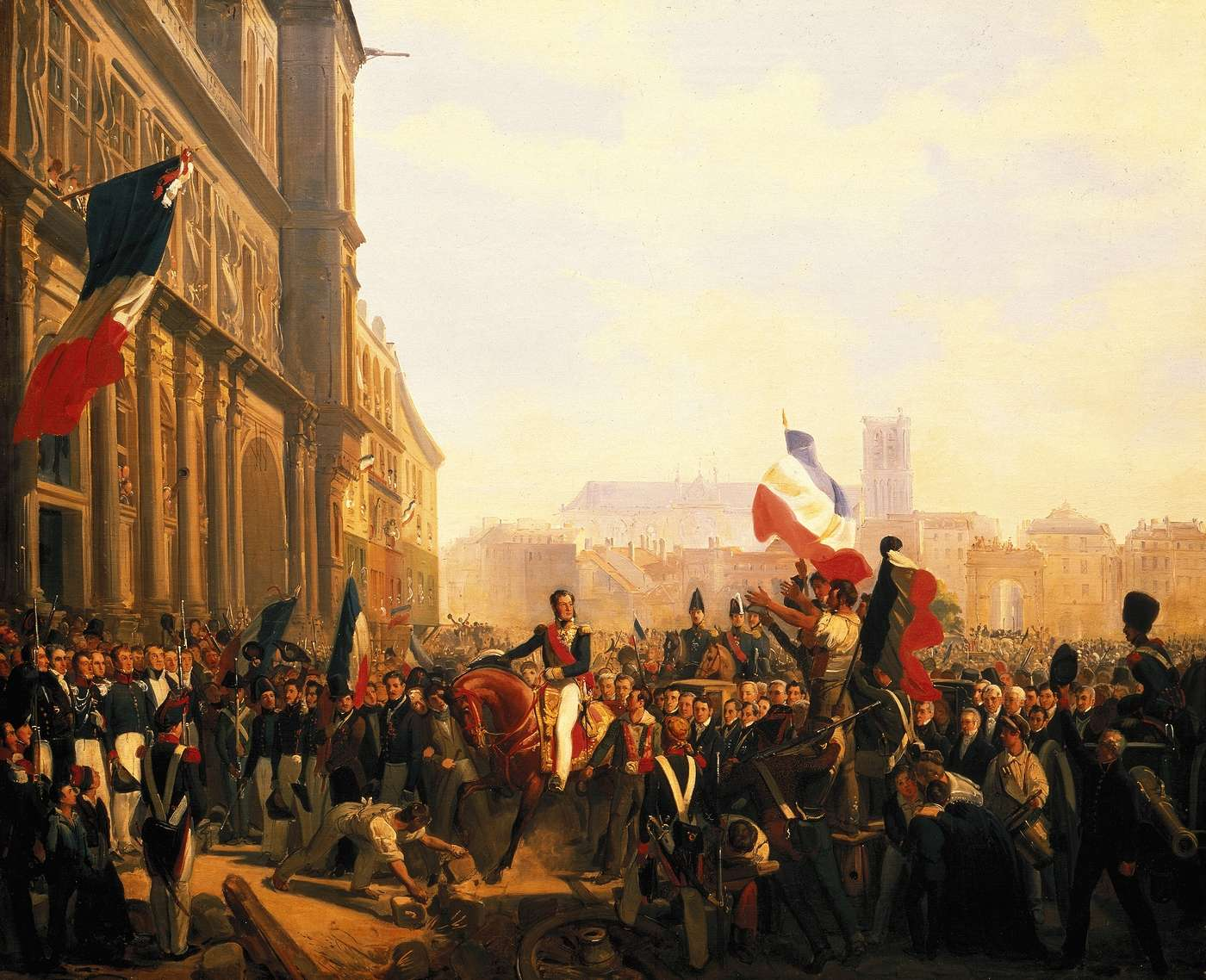
Поява Луї-Філіпа I, навпроти мерії в Парижі 31 липня 1830 р.
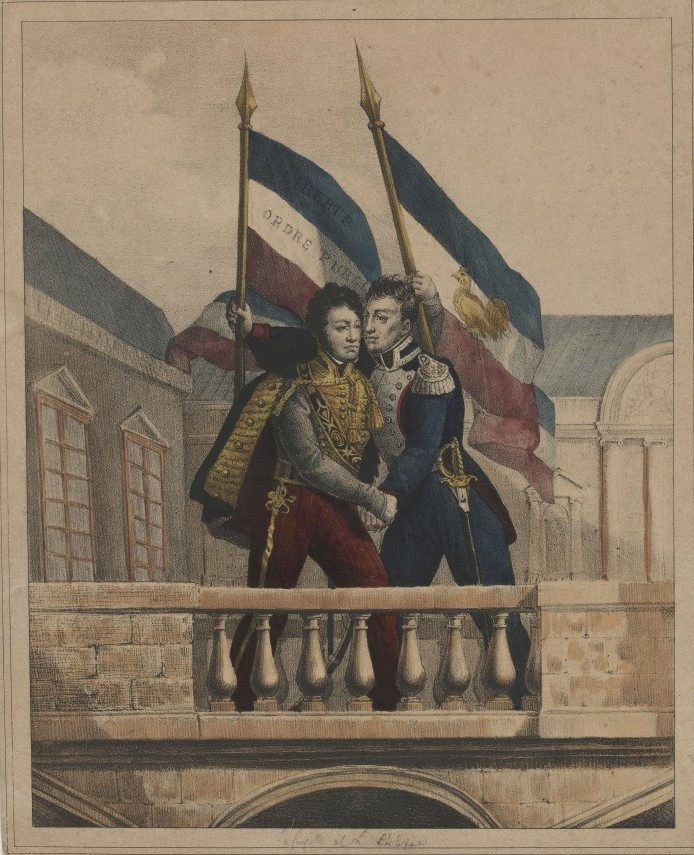
Марі Жозеф де Лафаєт обіймає герцога Орлеанського на балконі мерії
Свобода, що веде народ. Картина Ежена Делакруа. 1830 р.
Утворення триколора — бачення художника. Листівка. Липень 1830 року

### Друга республіка
Нова революція потрясає країну в 1848 році. Монархія повалена, Франція знову стає республікою (так званою Другою республікою). Президентом нової країни став Луї-Наполеон. Природно, починаються дебати про прапор. Указом від 26 лютого 1848 року триколор є державним прапором і його кольори будуть встановлені у тому порядку, який прийнятний для Французької республіки.
Повідомлення від 28 лютого 1848 року делегата республіки Марка Кауссідара до Департаменту поліції містило вказівку:
|  | Блакитно-червоно-білі прапори відразу повинні бути розміщені на пам'ятниках і громадських будівлях. |

Так, протягом кількох тижнів — з 24 лютого по 6 березня, існував триколор, де смуги розташовувалися незвично: першою — синя смуга, потім червона, потім — біла.
25 лютого 1848 р. до ратуші Парижа прийшли робітники, які вимагали замінити триколор червоним полотнищем — символом соціальної республіки. Альфонс де Ламартін, який їх зустрів на це відповів:
|  | Червоний прапор, який ви нам пропонуєте, побув лише на Марсовому полі, де волочилися в крові народу в 1791 і 1793 років, тоді як триколор обійшов весь світ, розносячи всюди ім'я, славу і свободу суспільства. |

5 березня 1848 року морський міністр і міністр колоній Араго і віце-префект Тулона виступили проти зміни розташування
кольорів на триколорі. Декретом від 6 березня порядок смуг було залишено по-старому (декрет набув чинності 7 березня).

Неофіційний прапор Франції (24 лютого-6 березня 1848 року)
Соціалістичний проєкт прапора Другої республіки
Прапор Франції від часів Другої республіки 7 березня 1848 року
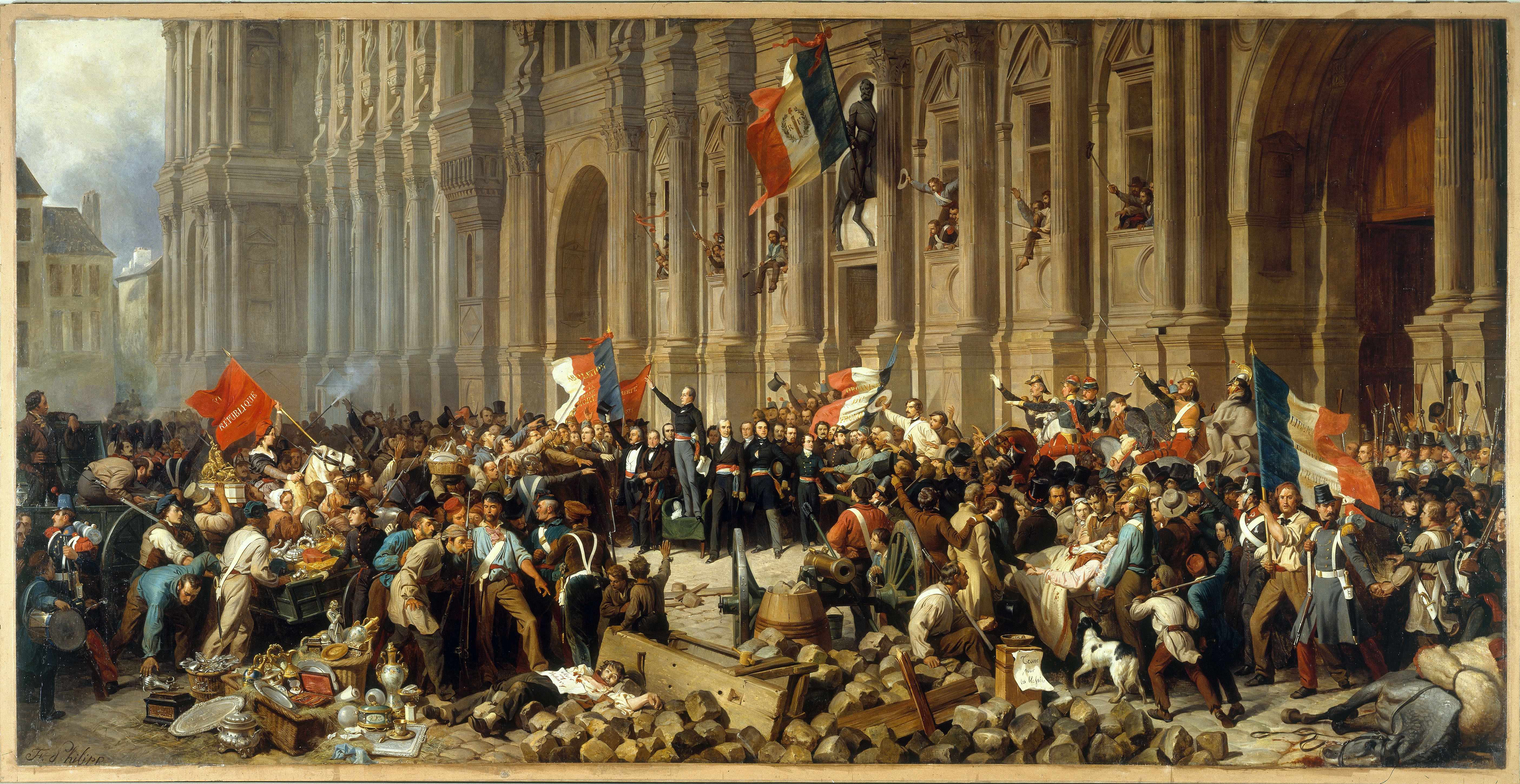
Альфонс де Ламартін не пропускає робітників із червоним прапором до Паризької ратуші

### Друга імперія
Республікою Франція залишалася недовго — 1852 року Луї-Наполеон проголошує себе імператором Наполеоном III. 17 травня 1853 року затверджуються військово-морські прапори імперії, які, втім, були тотожні республіканським триколорам. Проте, існувало нововведення, яке існує і до цього дня: від 1853 року ширина смуг на кормовому прапорі (2:3) стає різною: синя займає 30 % довжини полотнища, біла — 33 %, а червона — 37 %. На трикутному вимпелі кольори за довжиною займають: синій — 20 %, білий — 20 %, червоний — 60 %.

Прапор Другої імперії
Імператорський прапор Наполеона ІІІ
Прапор ВМФ Франції від 17 травня 1853 року
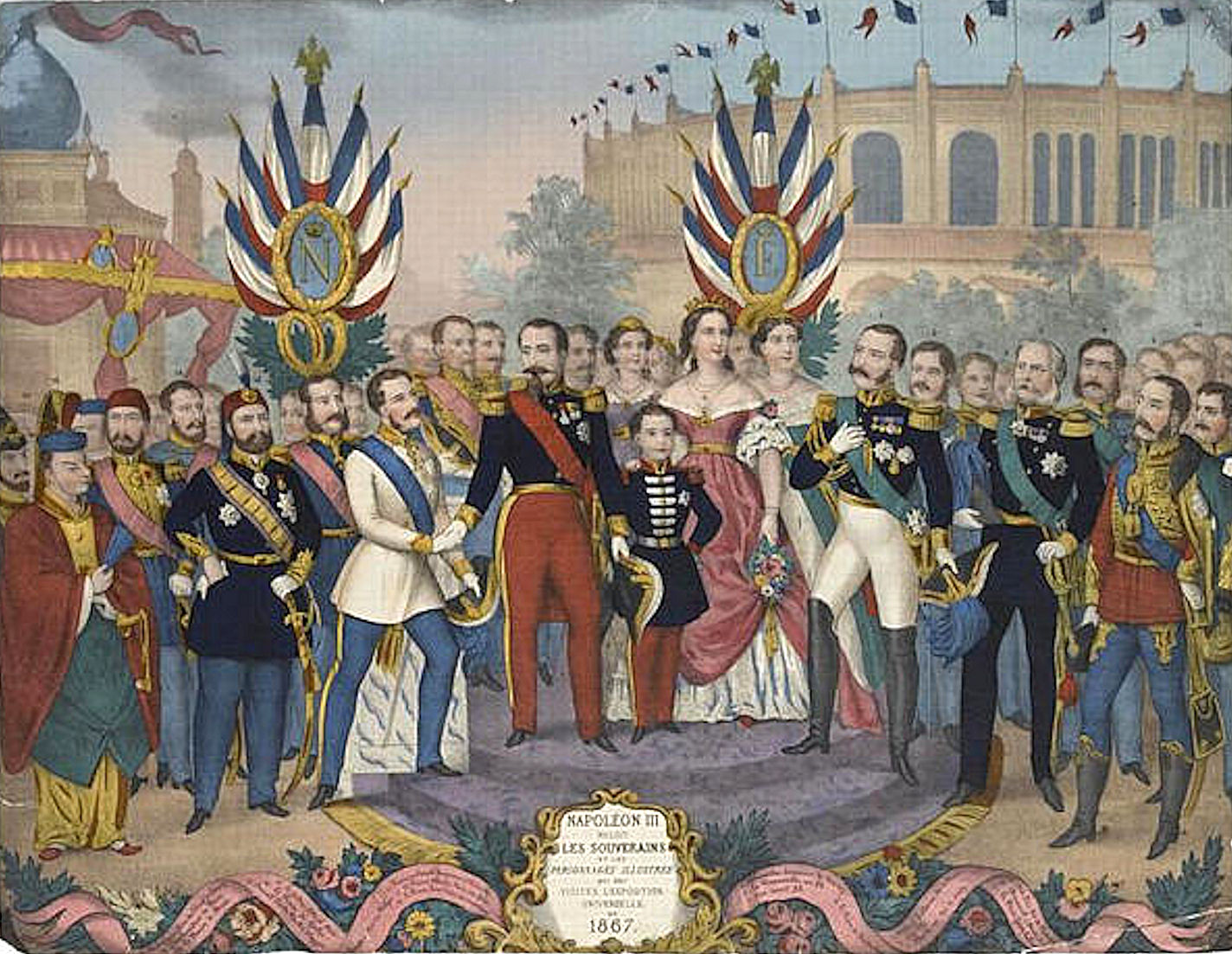
Наполеон III Бонапарт на Світовий виставці 1867 року
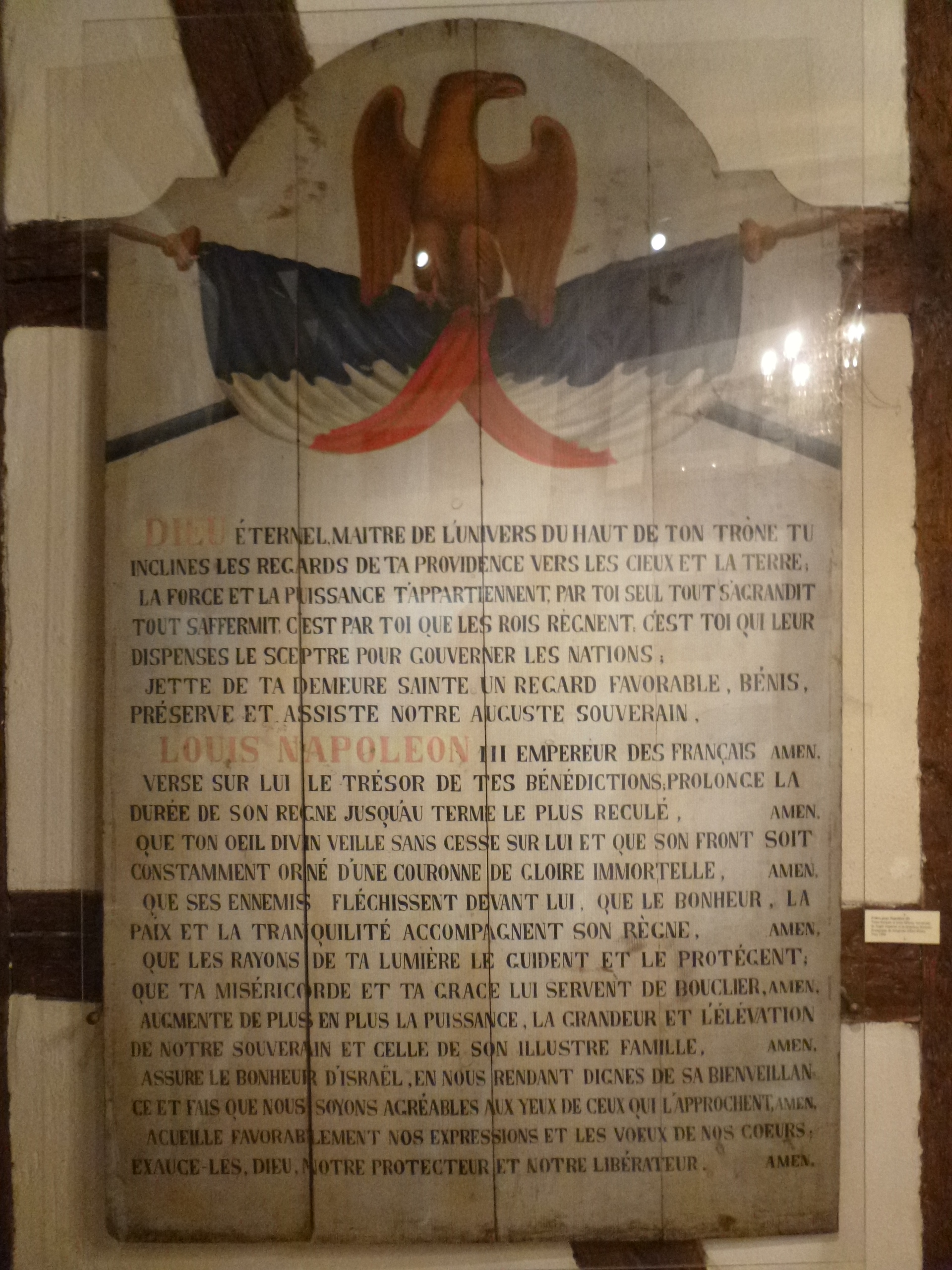
Єврейські молитви за Наполеона III у Франції (французькою мовою)

### Третя республіка
Під час франко-пруської війни 1870 року французькі імператорські війська зазнають поразки. Парламентській опозиції, переважно республіканцям, вдається створити тимчасовий уряд. 4 вересня 1870 року під синьо-біло-червоними прапорами була проголошена республіка, яку згодом назвуть Третьою республікою.
Коли в березні 1871 року виникла Паризька комуна — перша робоча соціалістична держава, кораблі флотилії на р. Сена (переважно панцерні та канонерні човни) використовувалися під червоним прямокутним полотнищем.
Проте, в Третій республіці були сильні позиції монархістів, які постійно ставили питання поновлення монархії. 1873 року монархія не була відновлена через непримиренну позицію претендента легітимістів на престол Франції Генріха графа де Шамбора скасувати триколор. Він був проти компромісного триколора з щитом з ліліями і короною. Іншим варіантом компромісу було використання білого прапора як персонального штандарту короля, а триколора — як національного прапора. 53-річний граф пояснював це так:
|  | Генріх V - не може відмовитися від білого прапора Генріха IV. Він майорів над моєю колискою, і я хочу, щоб він осяяв і мою могилу. |

Палата депутатів з перевагою в один голос ухвалила закон про республіканський устрій і в 1875 року була прийнята конституція Третьої республіки.

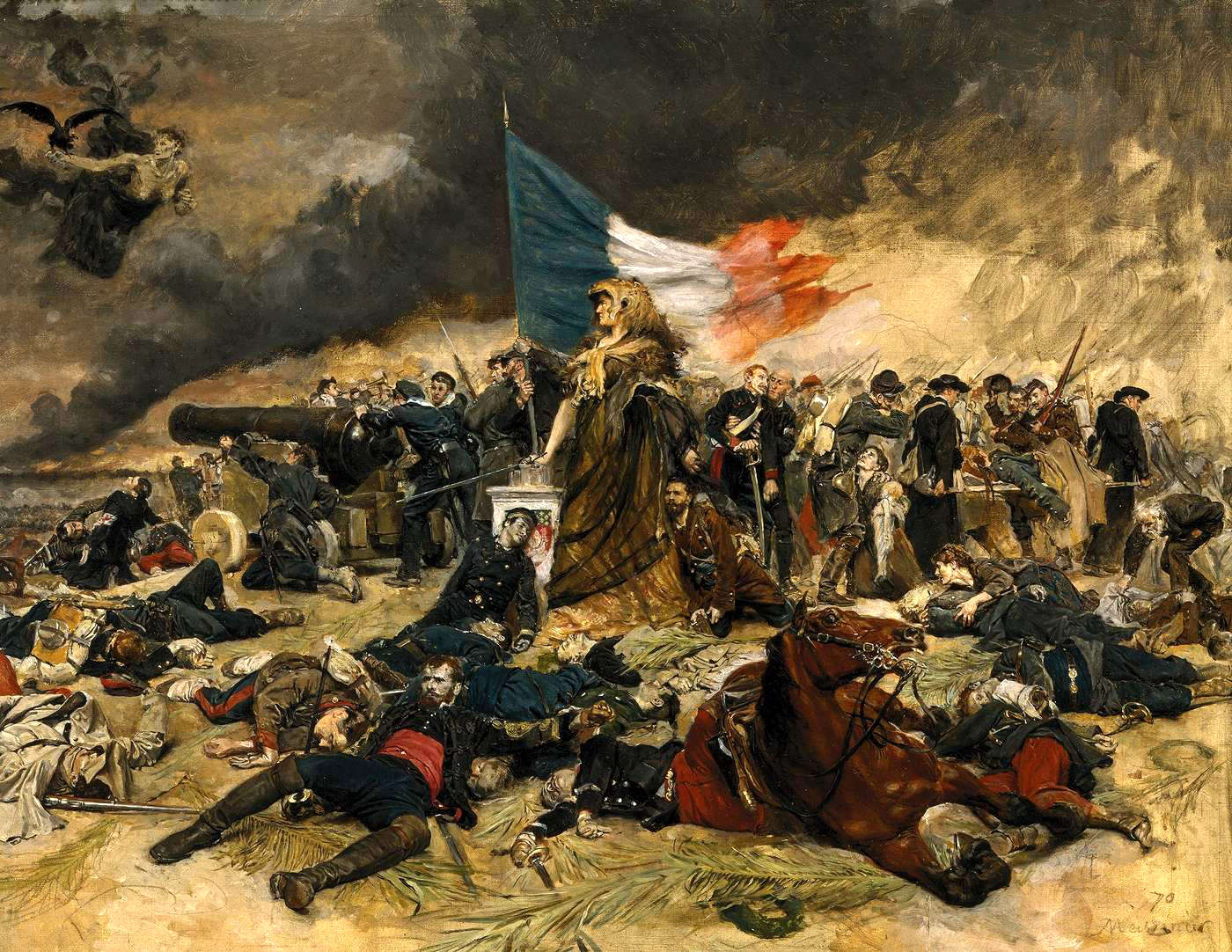
Облога Парижа. Алегорія.
Прапор Третьої республіки
Прапор Паризької комуни
Компромісний варіант королівського прапора Франції
Прапор Франції, на якому наполягав Генріх, граф де Шамбор

### Режим Віші та Вільна Франція
Колабораціоністський уряд Франції, сформований після поразки у війні з нацистською Німеччиною 1940 року існував по 1944 рік. Філіпп Петен, голова Ради міністрів з 16 червня 1940 року, отримав диктаторські повноваження. Це був кінець Третьої Республіки. Диктатор Філіпп Петен прикрасив білу смугу прапора своїм персональним маршальським жезлом, трикольорової франциски (двосічної франкської сокири) та сімома маршалськими зірками. Проте, державний прапор Франції під час режиму Віші був традиційний триколор.
Генерал де Голль вирішив взяти як символ Вільної Франції французький прапор з хрестом Лотарингії. Цей прапор був символом французького Опору. Пізніше він використовується як автомобільний прапор президента республіки Шарля де Голля.

Прапор Франції режиму Віші
Прапор маршала Петена
Прапор Вільної Франції
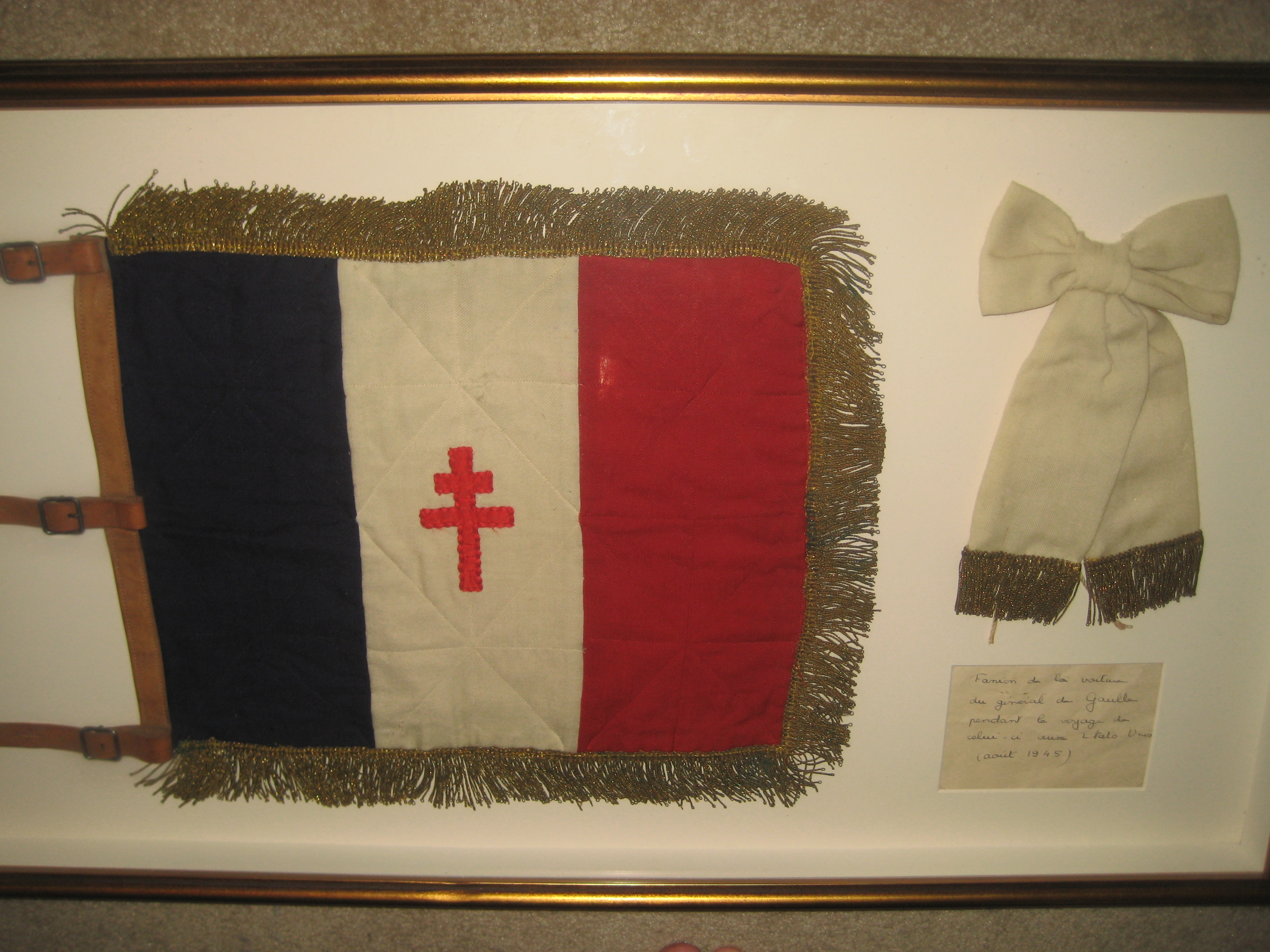
Прапор Вільної Франції у музеї
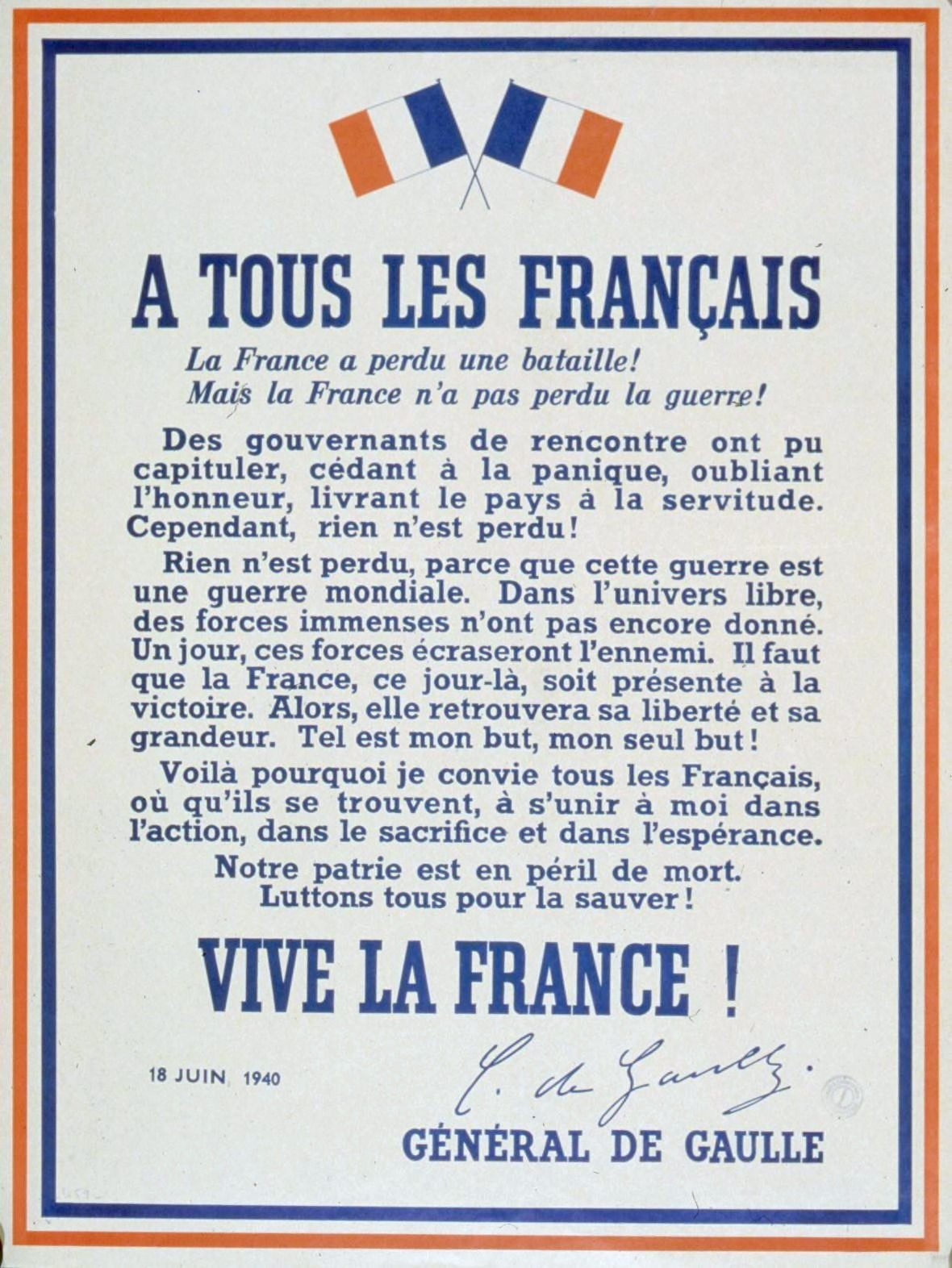
Заклик генерала Шарля де Голля «До всіх французів!»  (18 червня 1940)

### Тимчасовий уряд, Четверта і П'ята республіка
26 вересня 1946 року було підтверджено використання прапорів зразка Третьої республіки.
У Конституціях Франції 1946 і 1958 років (стаття 2) було формалізовано триколор як національний прапор Республіки..
На основі національного прапора продовжували створюватися прапори військових частин: 5 грудня 1985 року визначено стандарт напису на прапорі, 14 вересня 2007 року визначено реєстр імен битв, що зазначалися на прапорах. Традиційний розмір прапора французьких полків і підрозділів (піхота, інженерні частини, частини зв'язку, військових навчальних закладів) складає квадрат 90 см. Також існує стандартний 64-сантиметровий квадратний для «зброя на коні» (панцерних частин, кавалерії, артилерії, потягів та іншої техніки) та авіації. Тільки підрозділи єгерів за традицією вживають як прапор трикутний вимпел.
Військовий прапор складається з шовкового квадрата 90 см, що розділений на три смуги і обшитий золотою бахромою 5 см довжини з трьох боків, четвертий край надягається дерев'яний стовп 2,11 м довжини і 32 мм в діаметрі. На вершині древка — картуш букв РФ із позолоченої бронзи, 38 см. Прапор містить напис золотом на лицьовій стороні «Французька Республіка» і назва полку, а на зворотному боці — девіз «Честь і Вітчизна». Кути містять число полку в обрамленні вінка з дубового листя. На вершині древка прикріплено «краватку прапора» — дві смужки із золотою бахромою 8 см завдовжки 90 см і 24 см. Саме на цих стрічках вішають відзнаки та нагороди. Залежно від кількості отриманих нагород, на «краватці» можуть бути самі нагороди, або використано кольори їх стрічок колір. Іноземні нагороди не носять на «краватці», а на подушці. На зворотному боці прапора відбувається реєстрація найбільших боїв та битв, в яких він брав участь. Це нагадує виховує полковий патріотизм вояків.

Прапор Франції часів Четвертої республіки
Прапор П'ятої республіки
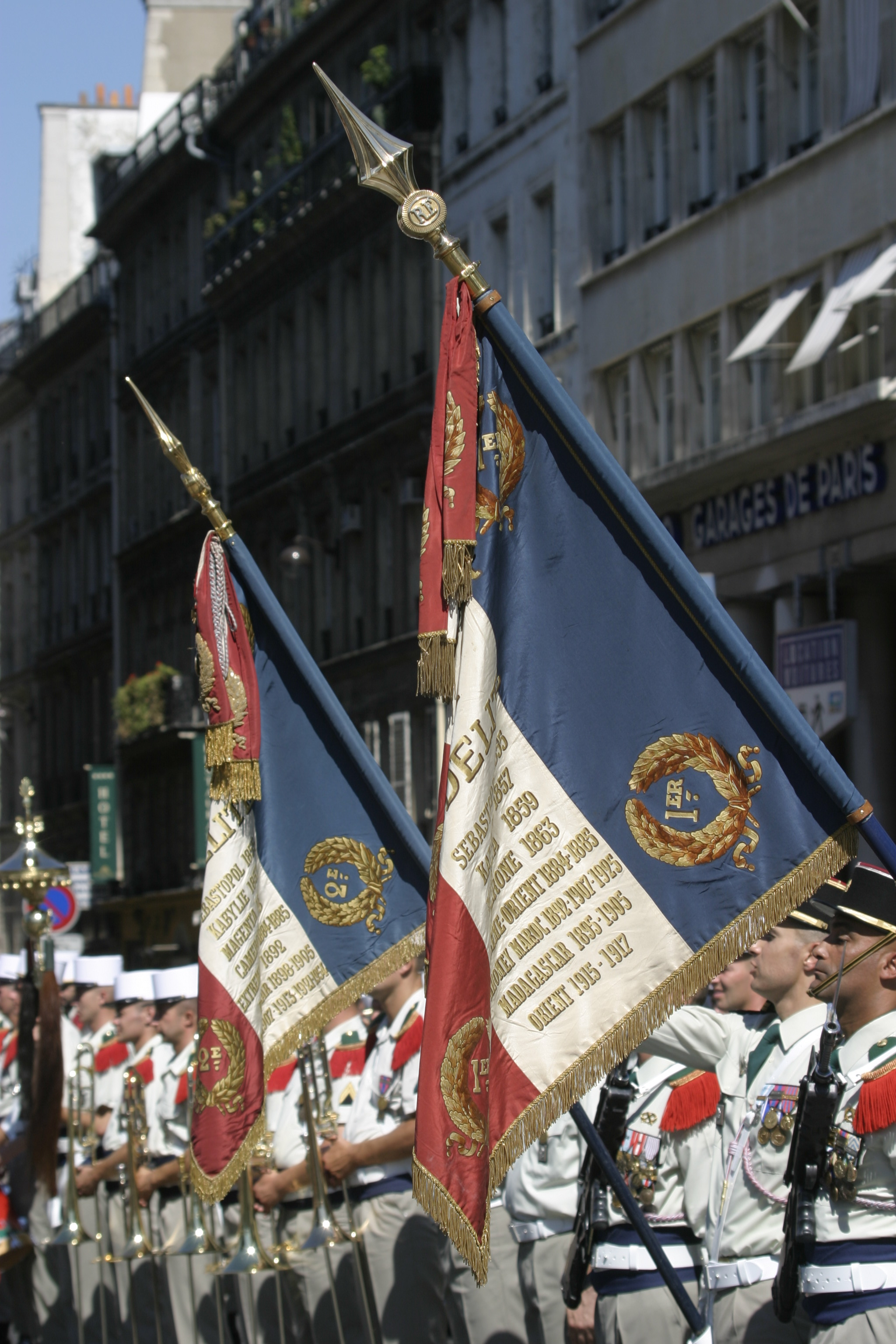
Прапори 1-го і 2-го полку іноземного легіону
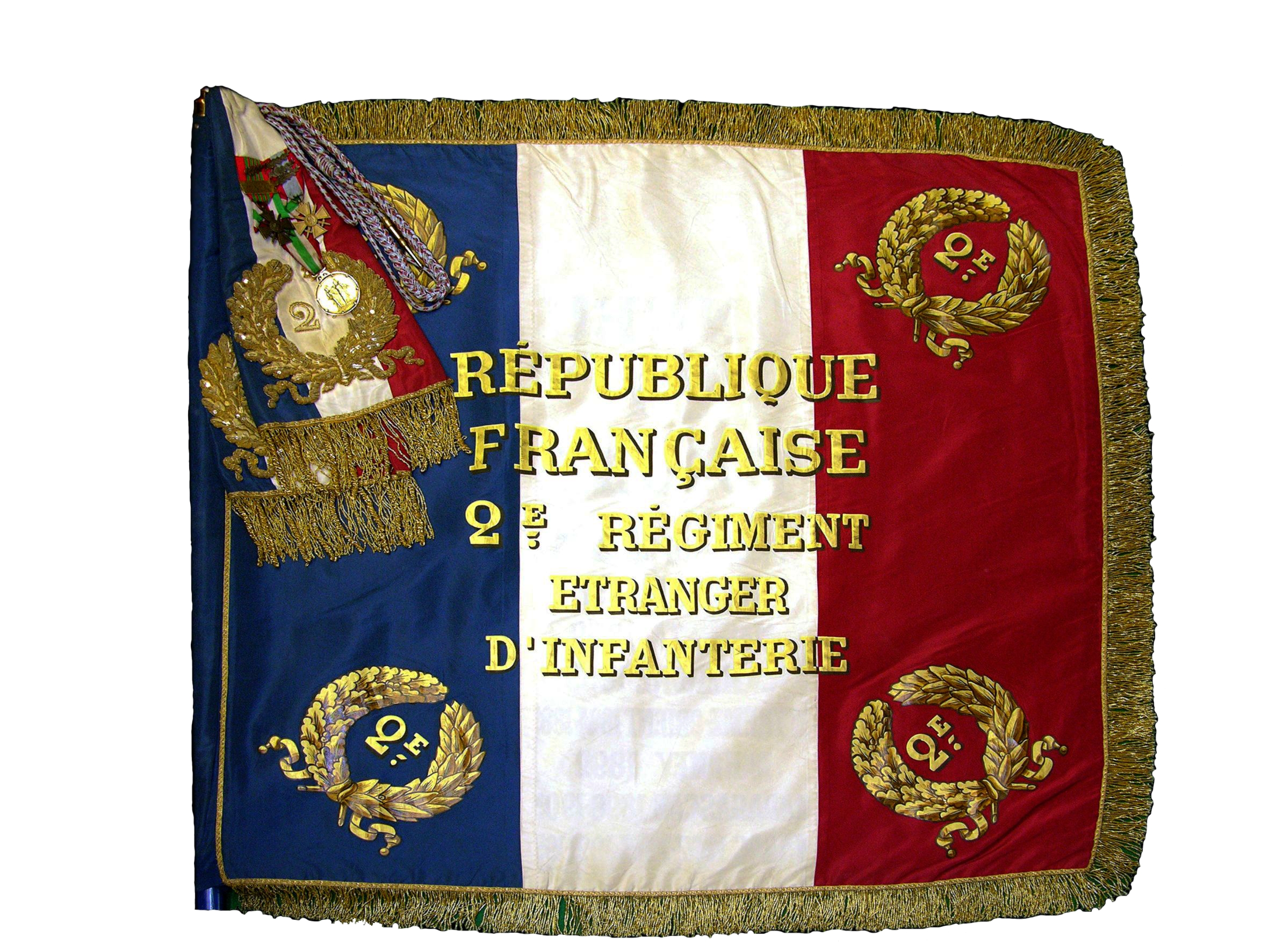
Прапор другого піхотного полку іноземного легіону (лицева сторона)
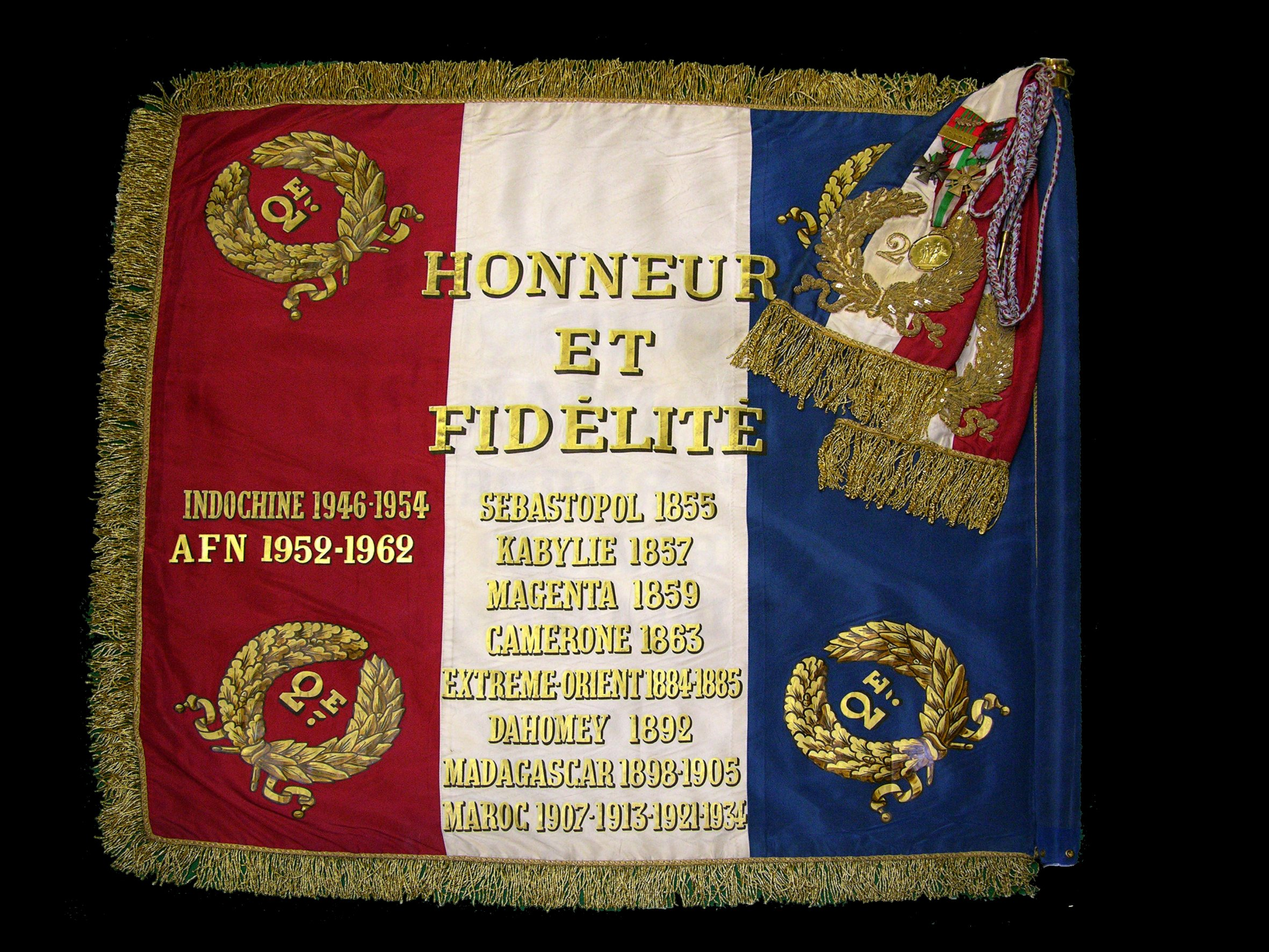
Прапор другого піхотного полку іноземного легіону (зворотна сторона)

## Французьке законодавство про державний прапор

### Розміщення
Головні правила розміщення прапора Франції:
- Триколірний національний прапор має пріоритет над усіма іншими.
- Прапор Франції завжди повинен бути у вертикальному положенні. Неприродне розміщення (наприклад, не тим боком) вважається знаком неповаги.
- За наявності двох прапорів прапор Франції перебуває на почесному місці — праворуч (ліворуч від спостерігача), інший прапор — ліворуч (праворуч від спостерігача).
- За наявності трьох прапорів прапор Франції займає почесне місце в центрі.
- За наявності більше трьох прапорів, вони розташовуються в один ряд на окремих щоглах рівної висоти. Прапор Франції займає почесне місце в кінці лінії, ліворуч від спостерігача. Якщо щогли розташовані таким чином, що центр є вище, прапор Франції посяде почесне місце.
- За певних умов, якщо прапори рівного рангу вони розташовуються в алфавітному порядку. При цьому, прапори повинні бути однаковими за розміром і бути піднятий на тій же висоті.
- Сучасні прапори завжди мають пріоритет над історичними прапорами.
- У кімнаті чи зовні приміщення на зустрічі посадових осіб прапор повинен бути настінний на відповідній висоті: позаду або вище президента, спікера, або на почесному місці. Древко перебуває ліворуч від спостерігача або вище.
- На постаменті прапор вивішують так високо, щоб запобігти його від дотику до землі. Це стосується і до розгорнених прапорів на парадах.
- Прапор повинен бути розміщений праворуч від транспортного засобу.
- на літаках синій колір має бути попереду за рухом.
- Якщо прапор нашитий на рукаві, його нашивають так, щоб синій колір був попереду.[39][40].

Сучасний прапор Франції
Прапор Європи
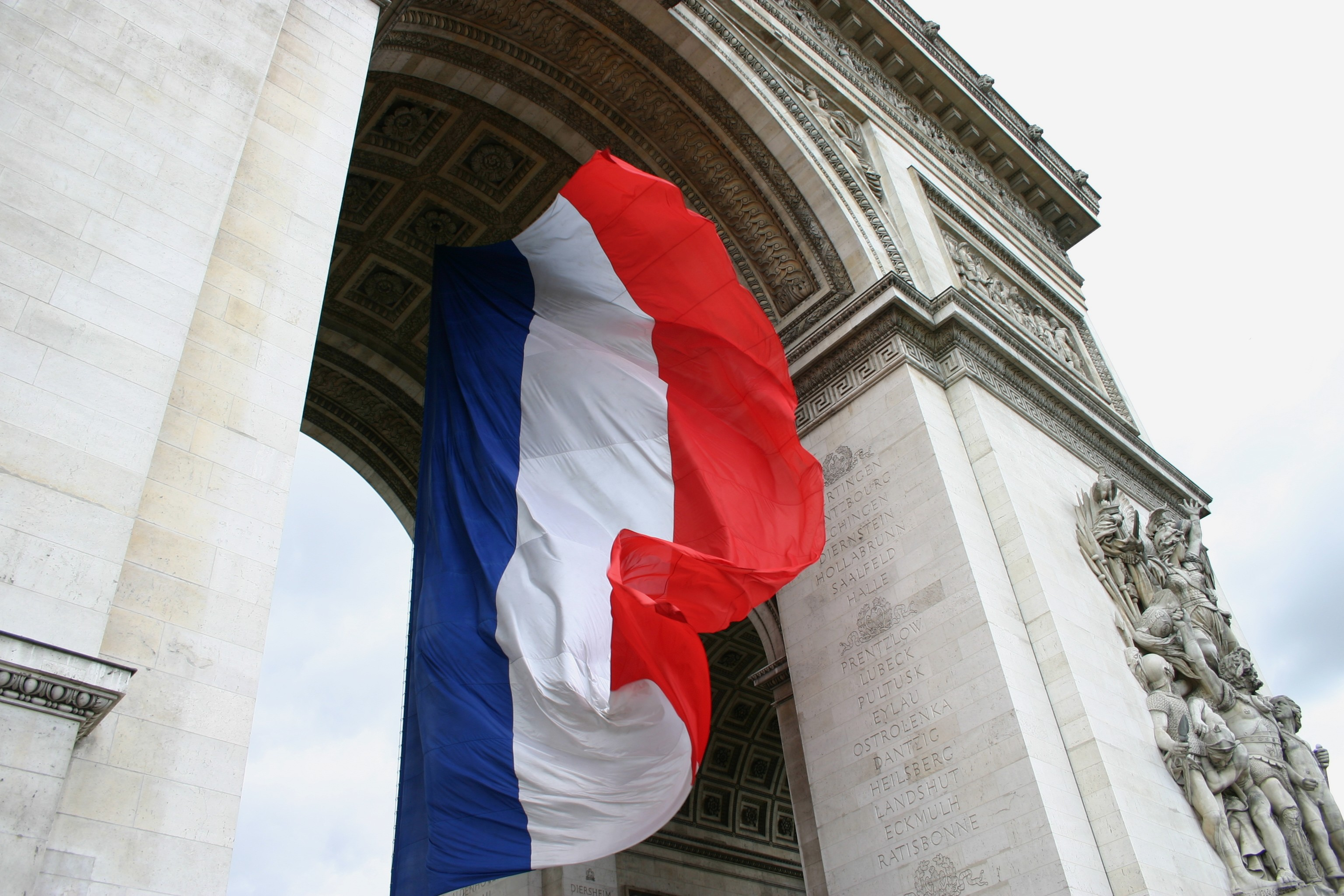
Прапор Франції під Тріумфальною аркою
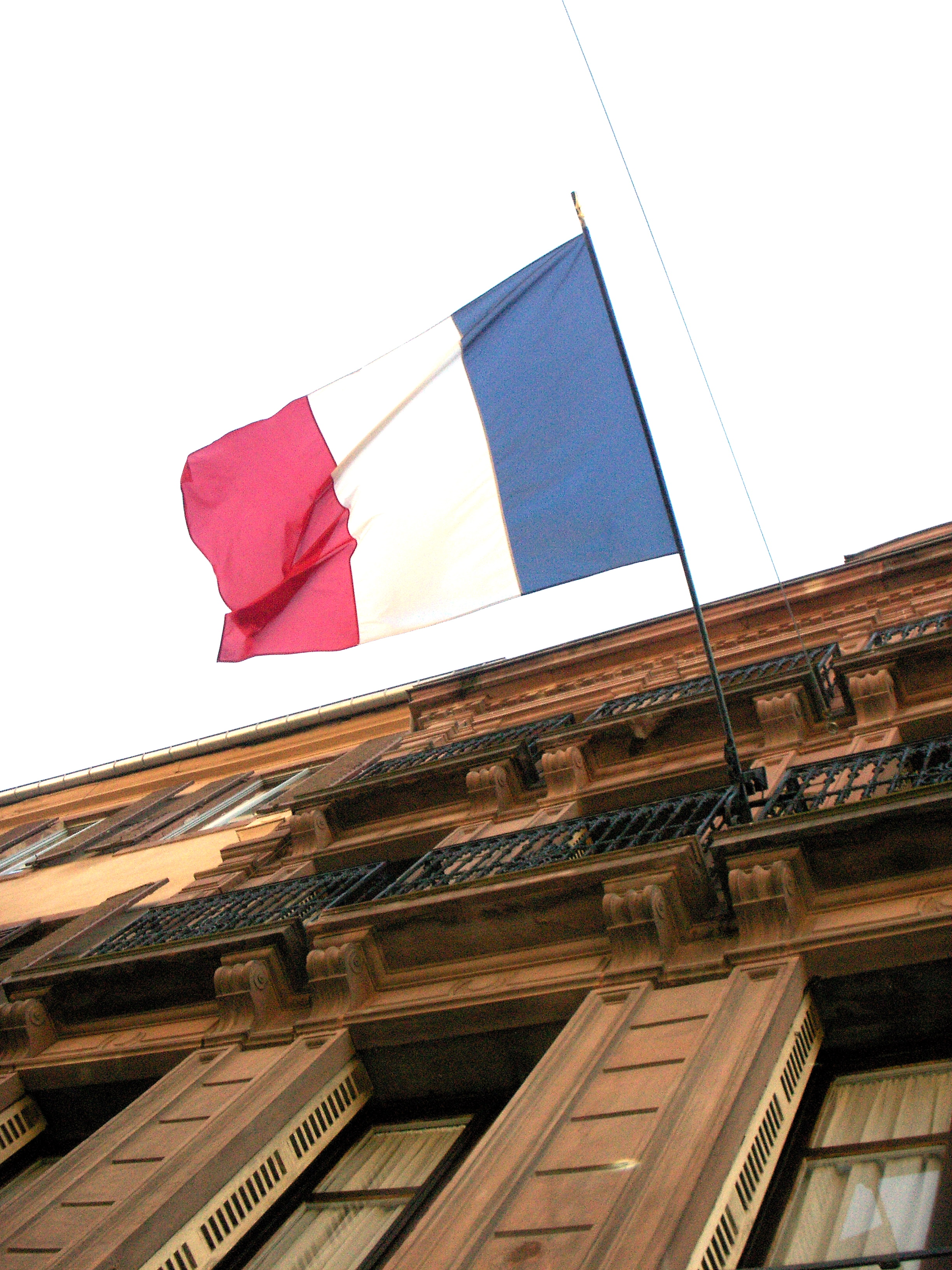
Прапор Франції на громадській будівлі
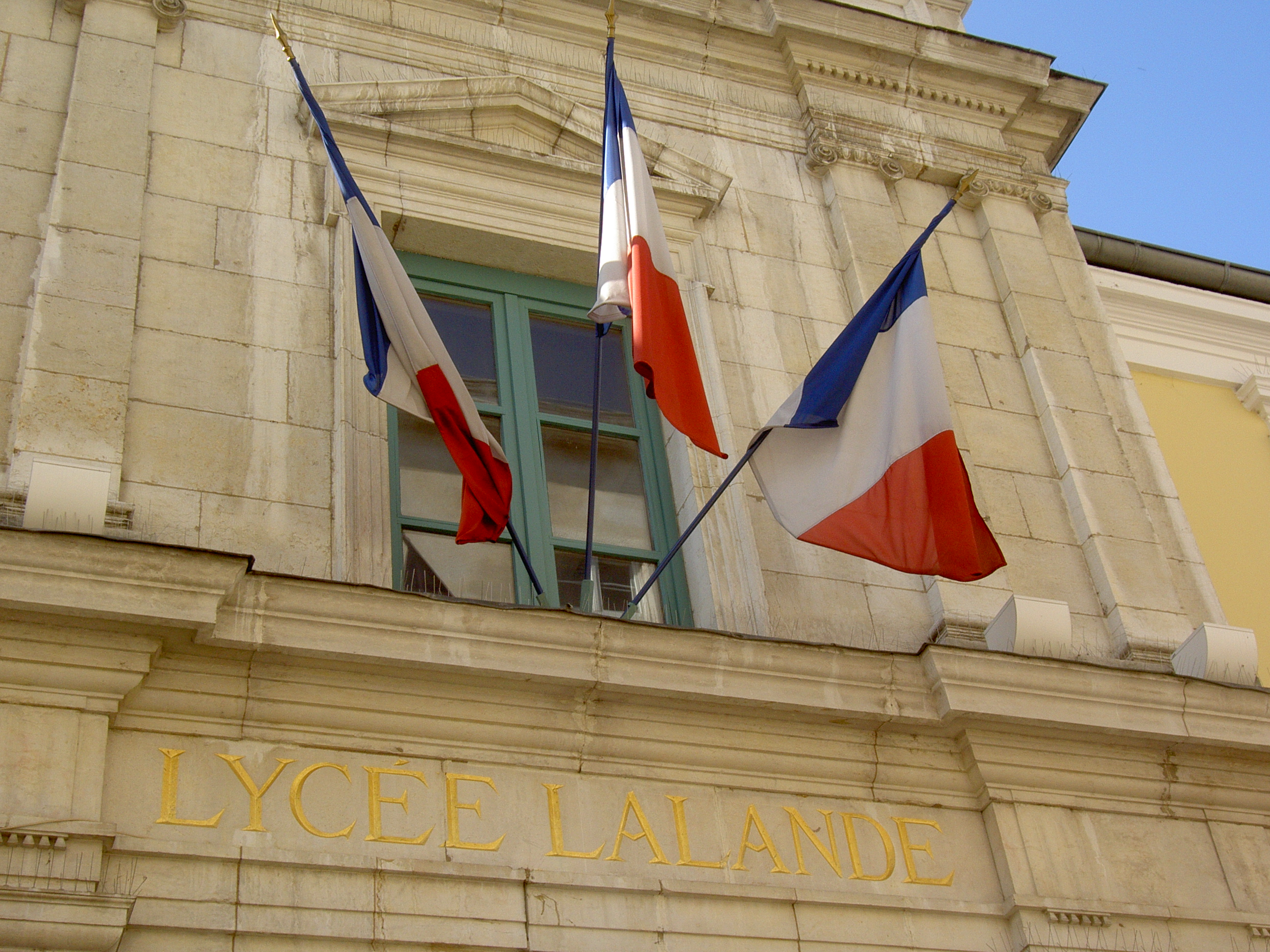
Прапор Франції на фасаді школи
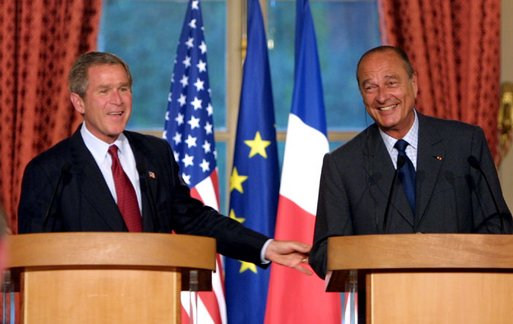
Прапор Франції на офіційній зустрічі
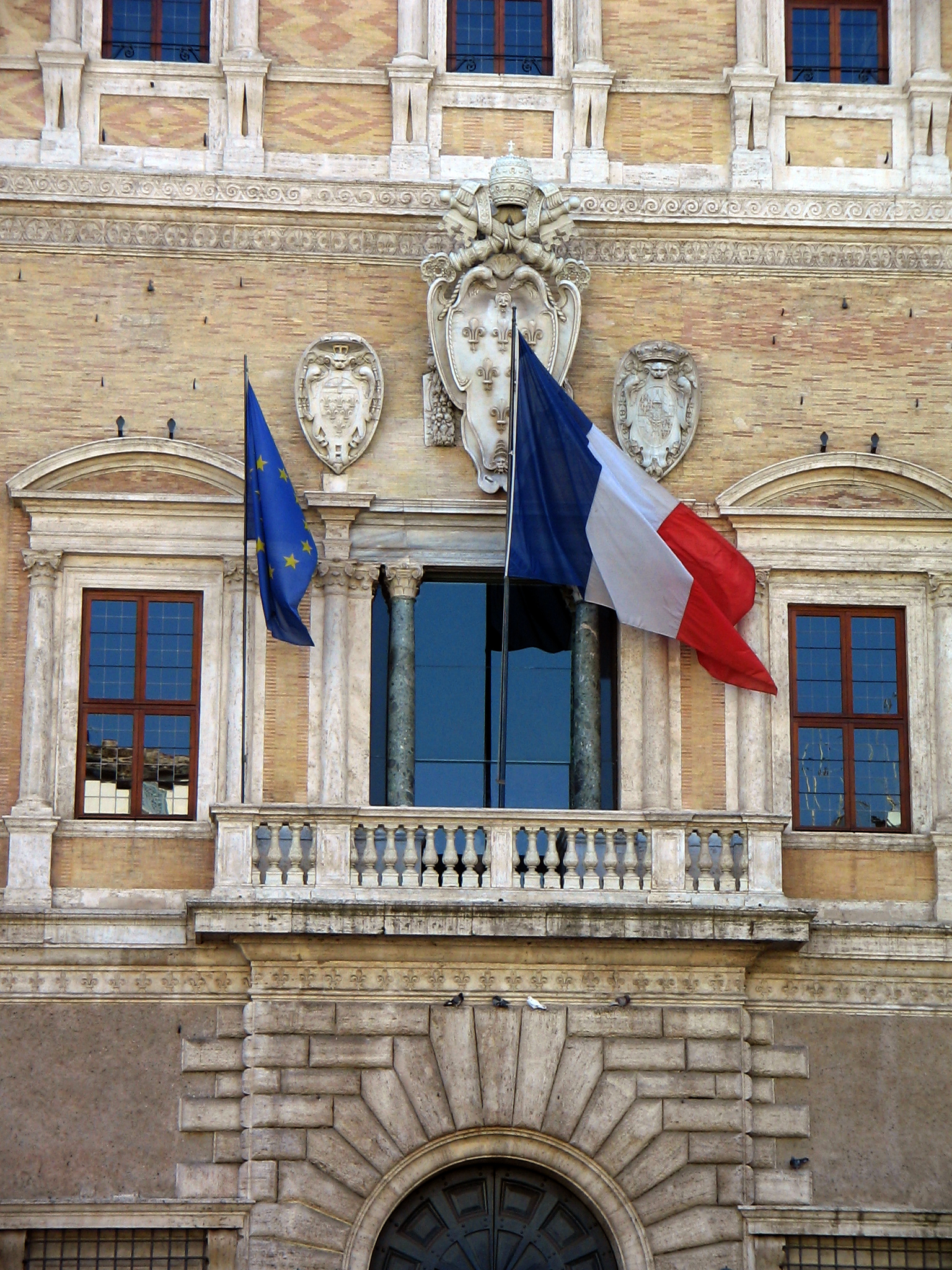
Прапор Франції на посольстві в Італії
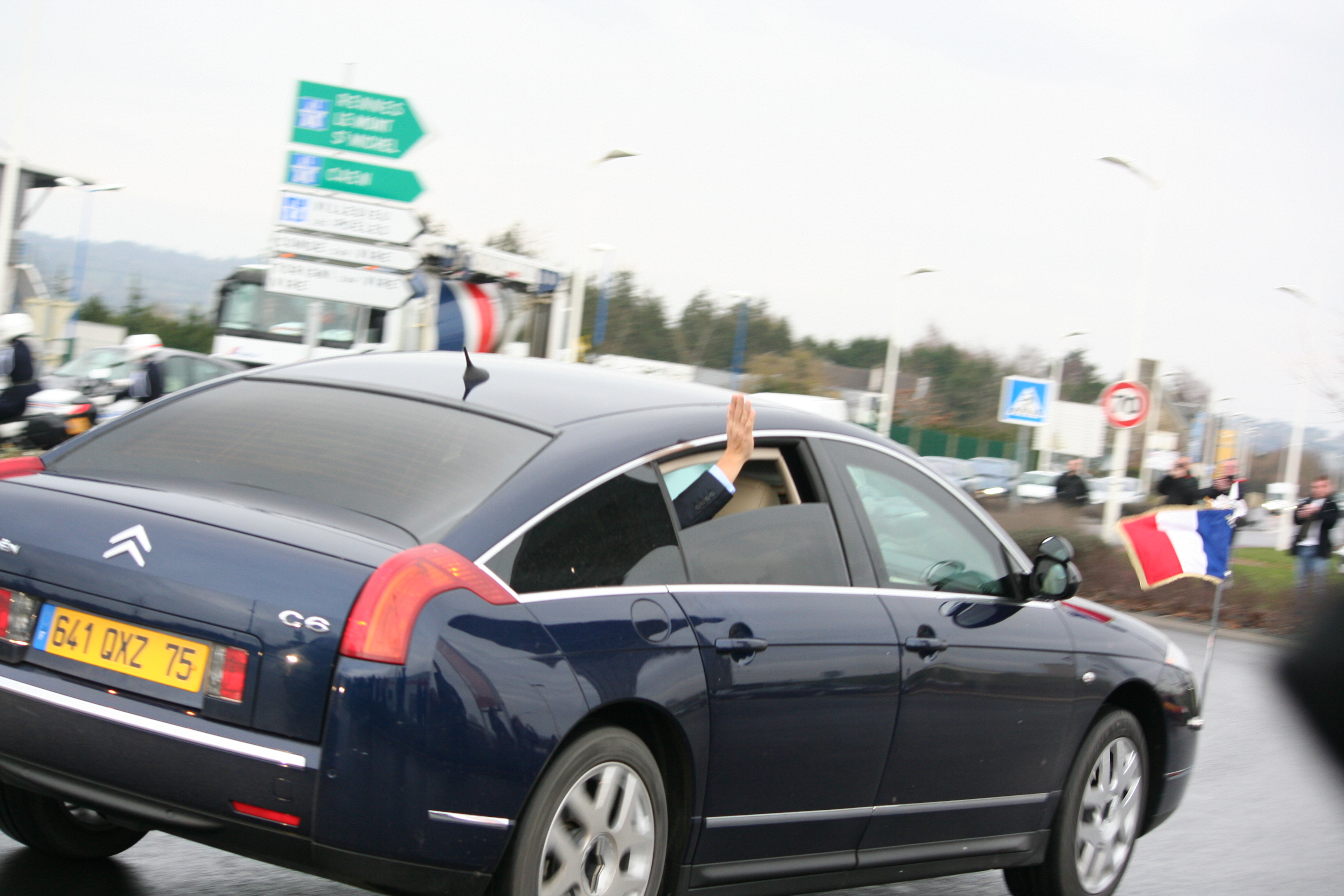
Прапор Франції на машині
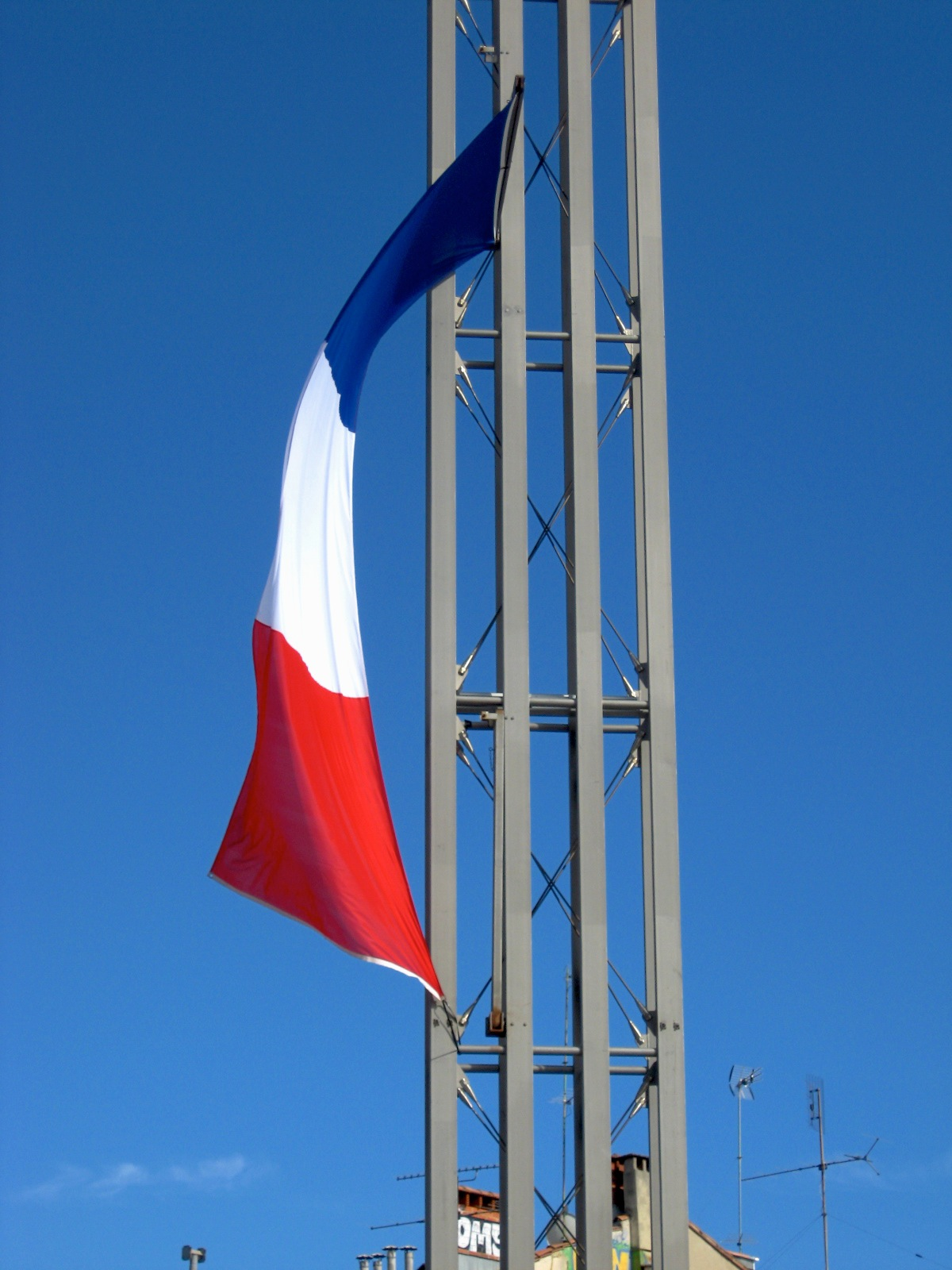
Прапор Франції з горизонтальним кріпленням

### Використання прапора
Згідно з міжнародним вексилологічним етикетом французький триколор майорить над усіма державними і громадськими будівлями. Традиційно на фасадах будинків та у великих залах він вживається з європейським і регіональним прапором. Публічні промови президента, як правило, відбуваються на фоні французького прапора. Залежно від обставин, поряд може бути Європейський прапор чи прапор іншої країни. Прапор вживається на цивільних і військових офіційних церемоніях, під час національних свят.
Під час офіційного трауру, прапор піднімається на вершину щогли, а потім спускається на розмір висоти прапора. Відповідно до статті 47 Декрету № 89-655 від 13 вересня 1989 року на публічних церемоніях, цивільних і військових вшанувань:
|  | У разі смерті Президента національні прапори, прапори армії, а також прапори суден флоту в знак трауру приспускаються до половини щогли. |

За циркуляром № 338 від 17 вересня 1965 року, № 423 від 10 жовтня 1957 року і № 77530 від 3 серпня 1977 року Міністерство внутрішніх справ визначило перелік осіб, які мають право на покриття домовини національним прапором. У червні 1999 року коло таких осіб було розширено. При покритті домовини, синя смуга перебуває в голові труни.

### Захист прапора
Франція належить до списку країн, у яких образа прапора є предметом конкретного злочину. Так, Закон про внутрішню безпеку від 2003 року в статті 113 містить поняття «злочин через образу національного гімну або триколірного прапора», який карається до 7500€ штрафу (і 6 місяців позбавлення волі, якщо злочин повторюється).
Декретом № 2010—835 від 21 липня 2010 року уточнено положення, що стосуються кримінальної відповідальності за неповагу до триколора, що робить його злочином 5-го класу (до € 1500 штрафу, подвійно для рецидивістів):
|  | Дія, що здійснена за обставин, які можуть порушити громадський порядок і з наміром в образити триколор: - Щоб його знищити, пошкодити або таке використання, що принижує гідність в громадському місці, чи у відкритому для громадськості доступі; - Для автора таких фактів... або поширювача запису зображень таких вчинків. |

Підстави для такого жорсткого законодавства існують. Так, 6 жовтня 2001 під час матчу між Францією та Алжиром на Стад де Франс, в присутності прем'єр-міністра Ліонеля Жоспена було освистано Марсельєзу. 2010 року у Тулузі, після перемоги Алжиру триколор на ратуші був зірваний і замінений алжирським прапором. У березні 2010 року, Metro випустила фотографії, де молодик витирає дупу французьким триколором.

## Кольори прапора у символіці Франції
Франція не має офіційного герба, оскільки його вважають пов'язаним з монархією. Громадські будівлі, такі як ратуші або префектури, прапори часто розміщуються позад щитів синьо-біло-червоних кольорів «RF» та картушем.[джерело?]

Неофіційний герб республіки
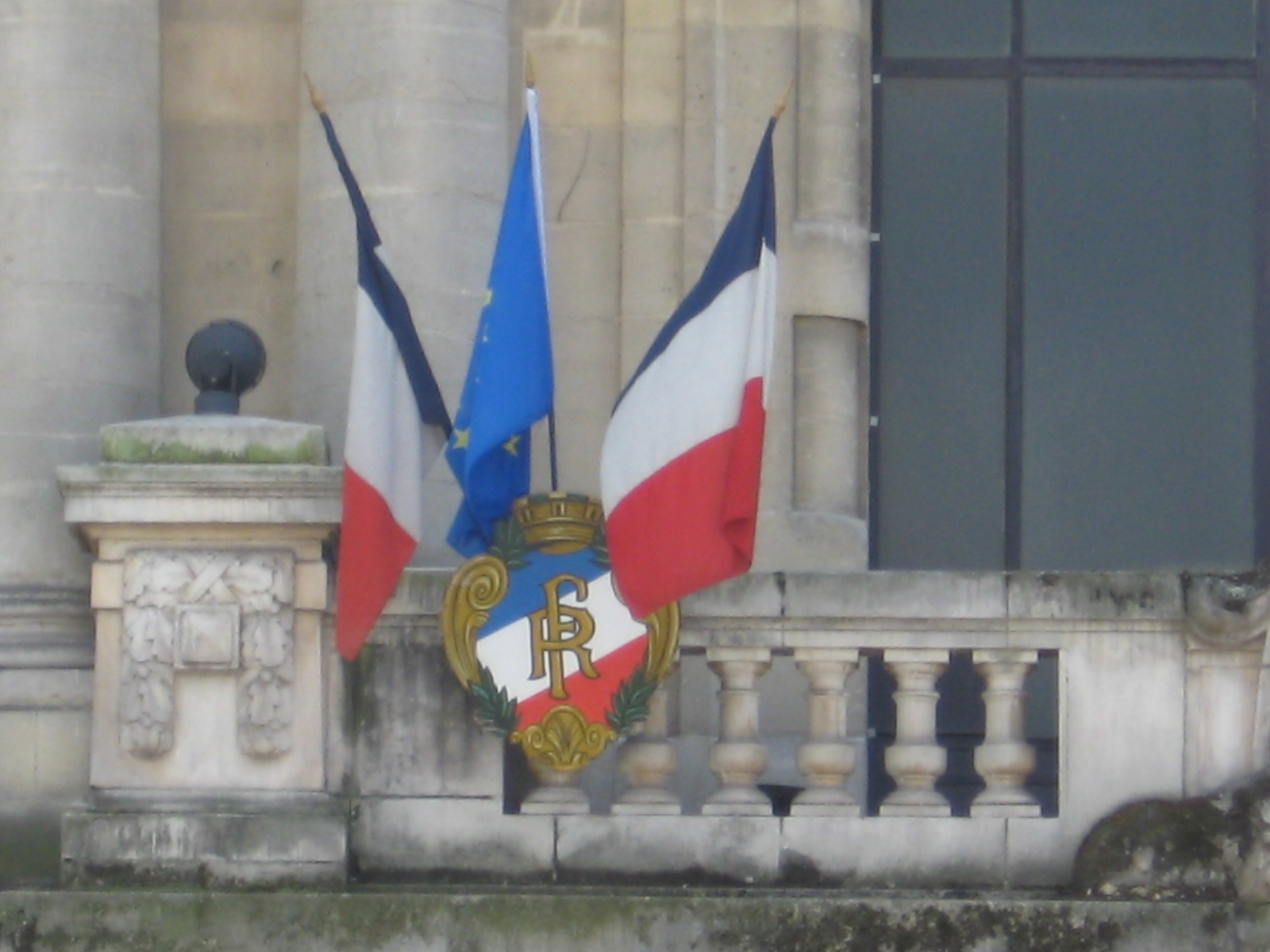
Щит національних кольорів із прапорами в Пале дю Коммерс, Ренн
Щит перед входом до сенату республіки

Національна кокарда Франції складається з трьох кольорів прапора Франції, з концентричними колами з центру синього, білого і червоного кольорів. Символи військової авіації створені з використанням французьких кольорів. Ці ж кольори були покладені в основу нарукавних пов'язок Вільної Франції.
У Франції, триколірний шарф символ обраних депутатів, сенаторів, мерів, а в деяких випадках — радників. Носіння та застосування триколірного поясу регулюється указом № 2000—1250 від 18 грудня 2000 року. Шарф накладається на праве плече для парламентарів червоною смугою до шиї, для представників місцевих рад (мери, їх заступники та радники) блакитною смугою до шиї. В разі поєднання посад національний спосіб носіння шарфа є домінантним.
При відкритті громадських будівель для розрізання ножицями зазвичай обирають стрічки національних кольорів.
У вересні 1999 року Кабінет міністрів Франції затвердив свій логотип. Логотип уряду нагадує прапор країни, у формі витягнутого прямокутника, де біла частина приймає форму профілю Маріанни в право. Під прямокутником розташовано девіз Республіки «Свобода • Рівність • Братство» та офіційна назва держави французькою мовою.
Національні кольори вживані у символіці Національної асамблеї, Сенату, Конституційної ради, флоту, армії, поліції, жандармерії Франції.

Кокарда Франції
Знак морської авіації Франції
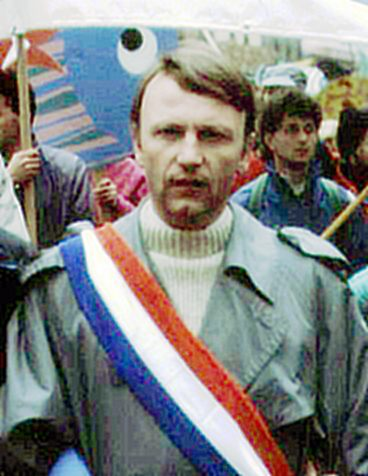
Триколірний шарф на посадовій особі національного статусу (Президент Національної асамблеї Франції)
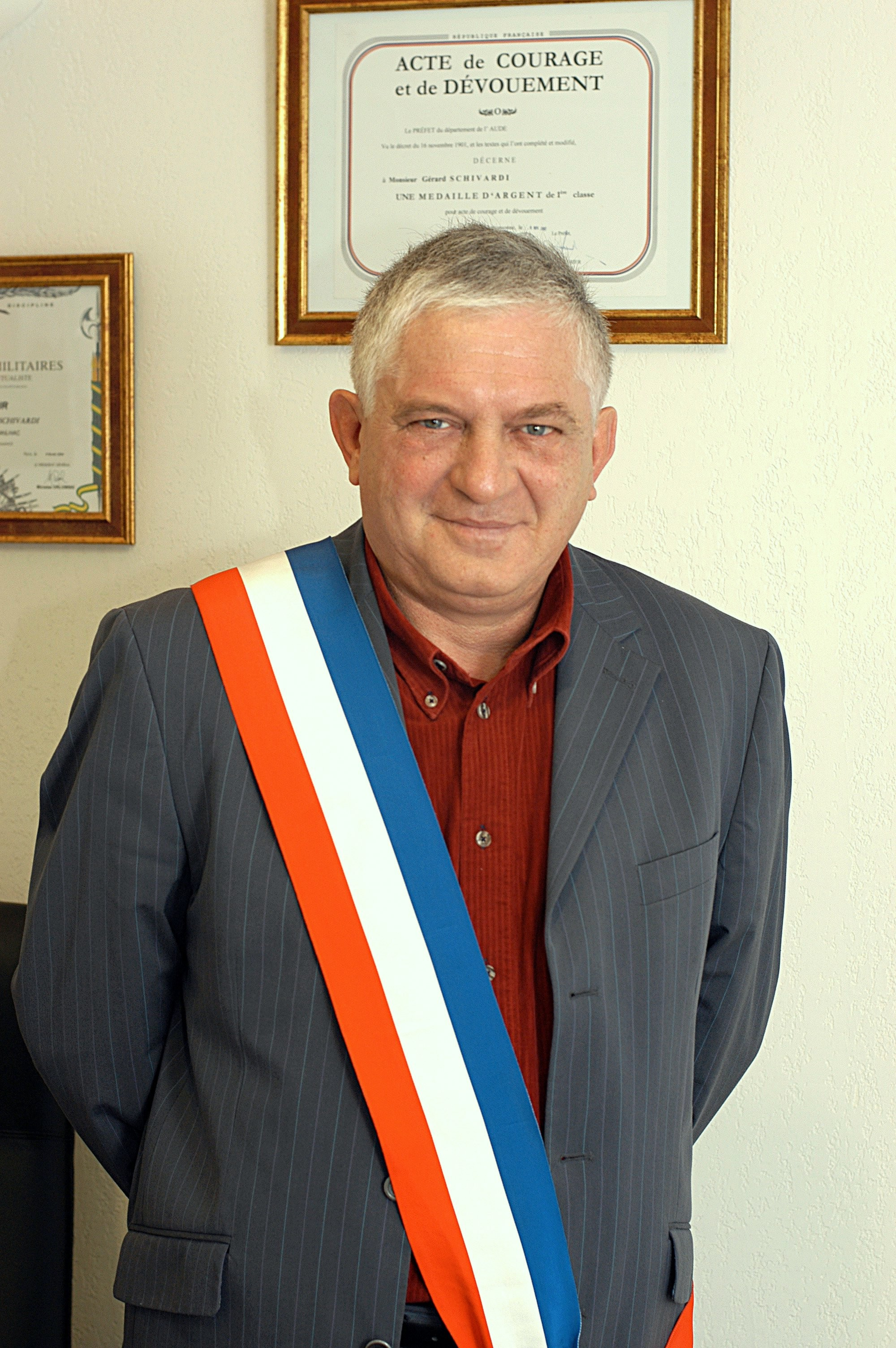
Триколірний шарф на посадовій особі місцевого статусу (мер міста)
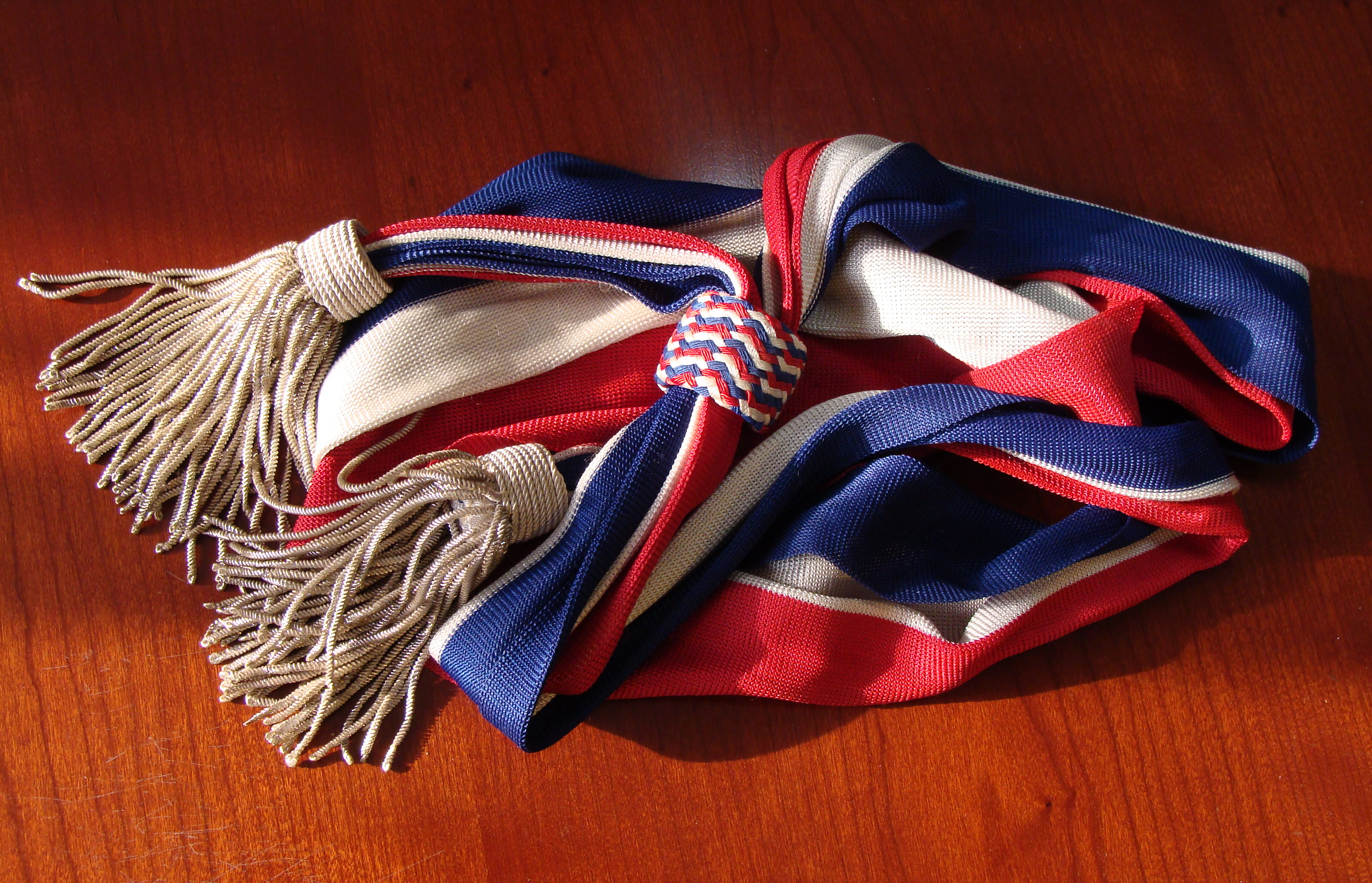
Триколірний пояс комісара поліції
Логотип Національної асамблеї Франції
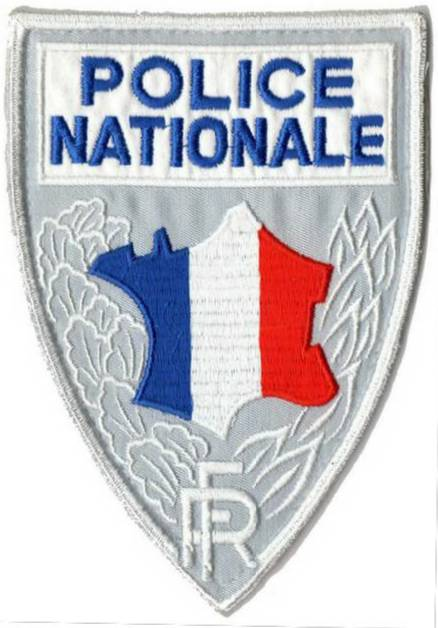
Бейдж національної поліції Франції

1793 року національні кольори (темно-синій, білий і червоний) поширилися як кольори однострою лінії піхоти. Відтоді, дані кольори у різному поєднанні поширені на парадних одностроях.

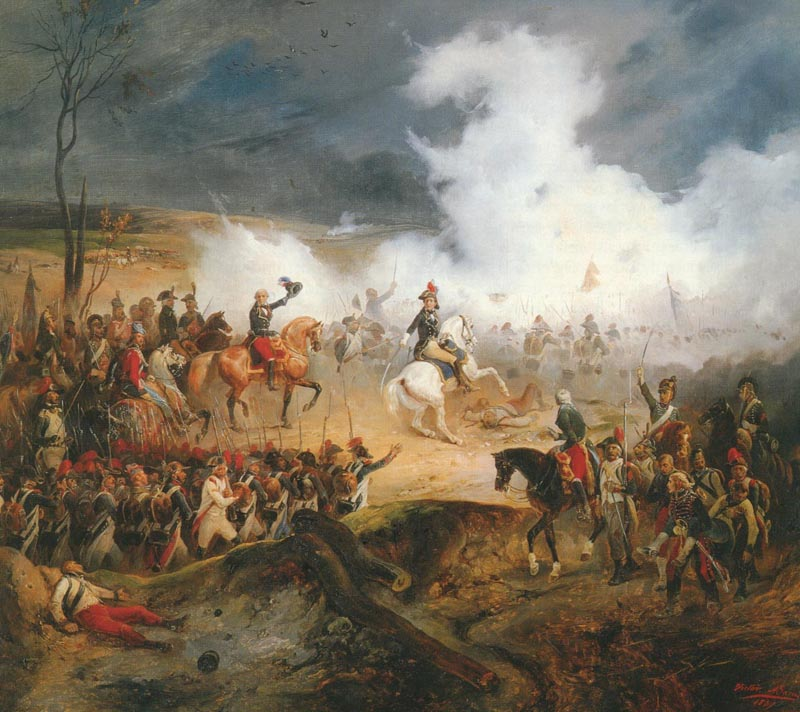
Французькі вояки 1792 року
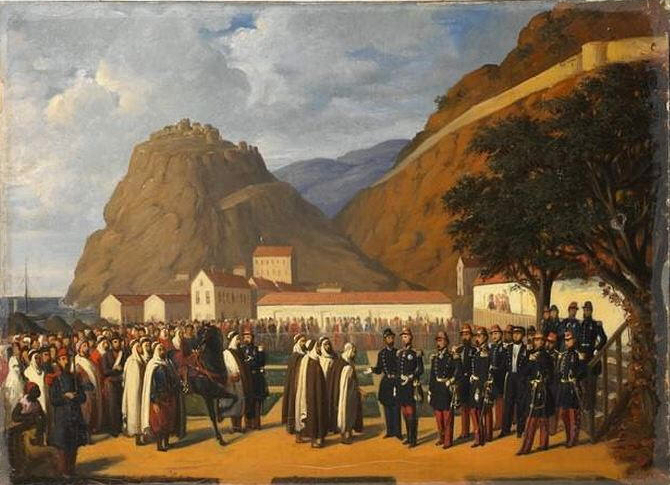
Французькі вояки в Алжирі 1847 року
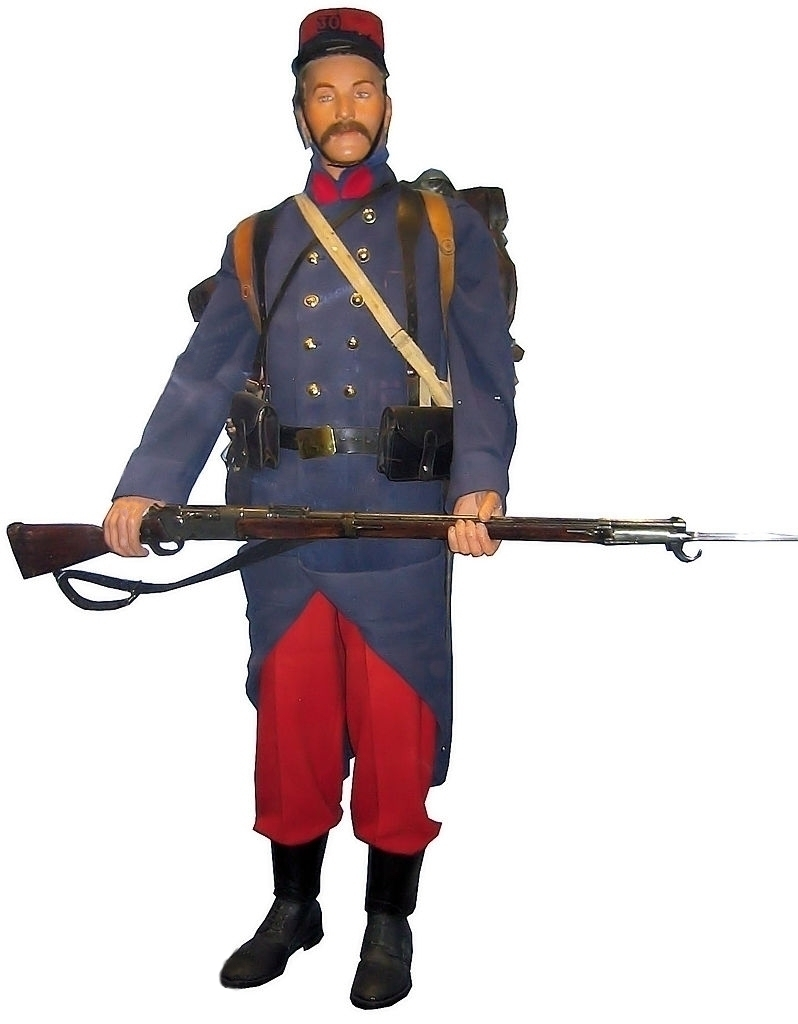
Французький однострій (1870-1914)
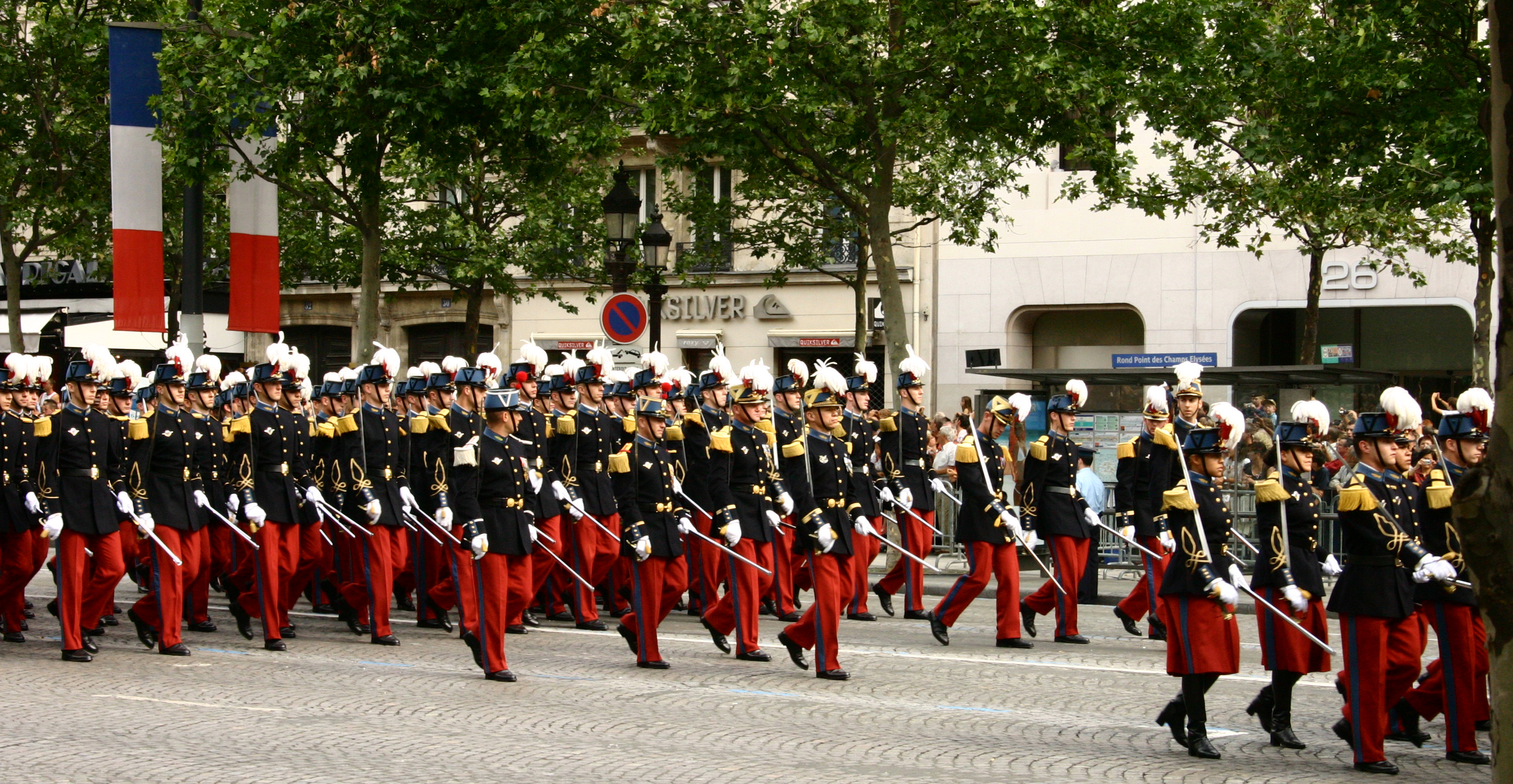
Сучасний французький парадний однострій (піхота)
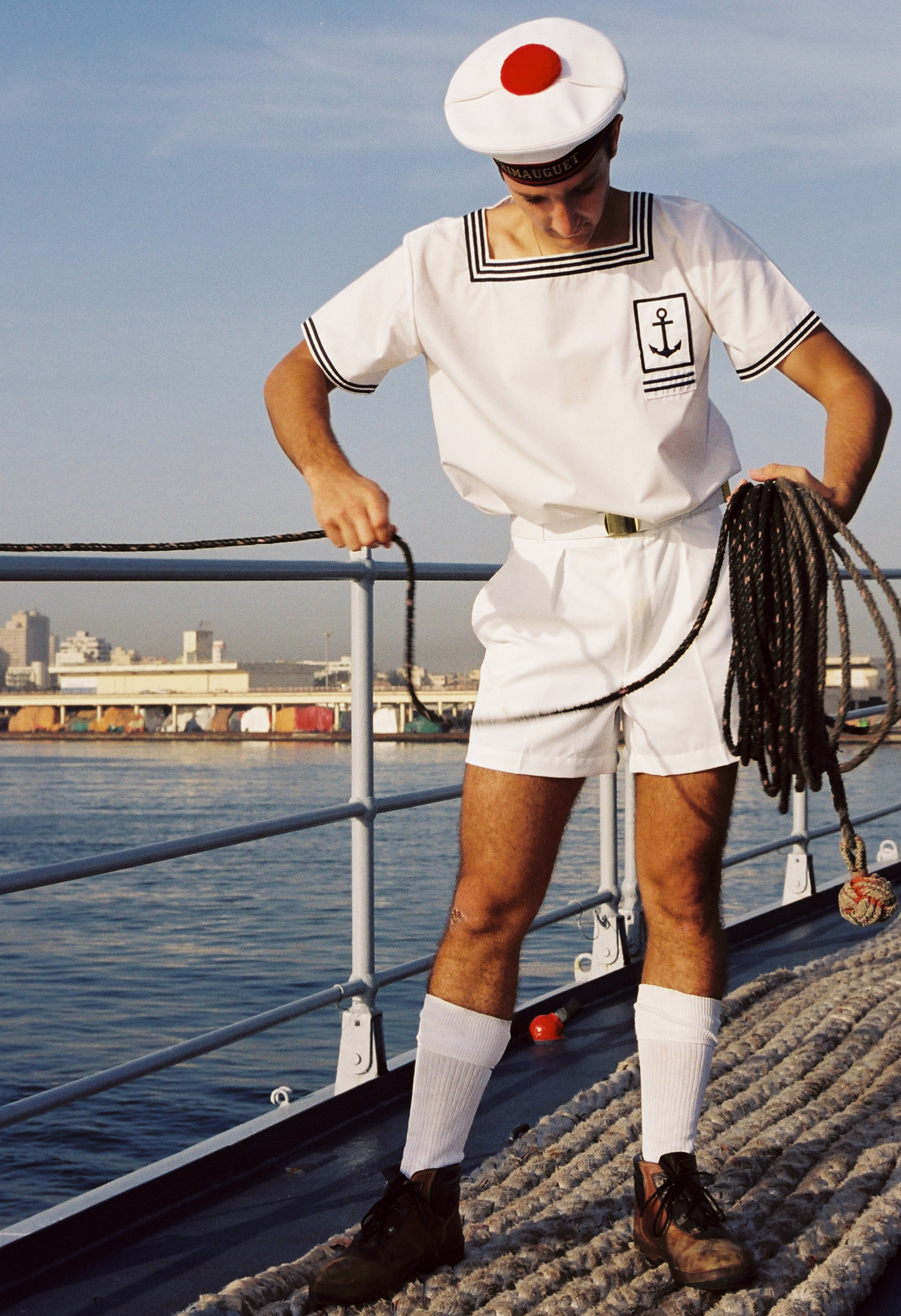
Сучасний французький однострій моряка

Кольори прапора Франції вживаються як основні для спортивного одягу збірних для різних видів спорту (футбол, регбі, велоспорт тощо). Наприклад, так була одягнена збірна Франції на чемпіонаті світу з футболу 2006 року:
| Домашня | Виїзна |

## Прапори на основі Французького
Через десятиліття після Французької революції модель і забарвлення прапора Франції стала стійко асоціюватися з республіканським рухом та демократією. Саме революція підштовхнула багато революційні і визвольні рухи в різних куточках світу використовувати прапори з вертикальним розташуванням кольорів.

### Французька кольорова гамма
Після французької революції при створенні прапорів нових держав деякі автори свідомо спиралися у підборі кольорів на французький досвід.
Першою здійняла подібний революційний прапор червоно-синього кольору французька колонія Сан-Домінго, яка прибрала з прапора білий колір — головний символ свого гнобителя. 1 січня 1804 року червоно-синій прапор став першим національним прапором незалежної Республіки Гаїті.
1821 року парламент Норвегії прийняв нове оформлення прапора: синій з білою облямівкою скандинавський хрест. Таке поєднання червоного, білого і синього кольорів походить від французького триколору та прапорів США і Великої Британії, що у той час вважалося символом свободи.
Французьку кольорову гамму помістили на свої знамена такі держави, як Лукканська республіка (1803 рік), Чилі (1817–1818 роки), Уругвай (1825–1828 роки), Домініканська Республіка (1844 рік), Коста-Рика (1848 рік), польський повстанський рух в 1863 році, Таїланд (1917 рік), Центральноафриканська Республіка (1958 року).

Прапор Гаїті (1803)
Прапор Норвегії (від 1821)
Прапор Чилі (1817—1818)
Прапор Уругваю (1825—1828)
Прапор Домініканської Республіки (від 1844)
Прапор Коста-Рики (від 1848)
Прапор Таїланду (від 1917)
Прапор Центральноафриканської Республіки (від 1958)

### Французька родина прапорів
Вертикальні державні триколори у вексилології вважають французькою родиною прапорів, оскільки вони були створені за взірцем прапора Франції. Триколірні прапори з вертикальними смугами не раз піднімалися різними революційними урядами і рухами.
Найбільш значущою стала затверджена під впливом Франції триколірна композиція на прапорах деяких італійських регіонів. Перший офіційний італійський триколор був прийнятий 7 січня 1797 парламентом Цизальпійської Республіки:
|  | ...щоб зробити універсальним ... стандартний або прапор з трьох кольорів - зеленого, білого і червоного... |

Перший цизальпійський квадратний прапор мав горизонтальні смуги, проте 1798 року Цизальпійська республіка затвердила вертикальний квадратний триколор. Відтоді, зелено-біло-червоний прапор затвердився як символ ідеї національної єдності Італії.
Хвиля боротьби іспанських американських колоній за незалежність породила ряд нових держав, які взяли прапор Франції як взірець республіканської символіки — Мексика, Перу.
23 січня 1831 року парламент Бельгії ухвалив положення про прапор країни у вигляді вертикальних смуг кольорів Брабантського герцогства. Міфологія свідчить, що горизонтальний триколор бельгійських кольорів зародився за часів революції 1787–1790, поновилися в 1830 році і до 1831 року були горизонтальними. Вигляд прапора було закріплено статтею № 193 бельгійської конституції, одначе тоді побутував зворотний прийнятому зараз порядок кольорів (тобто — червоний, жовтий, чорний). Під впливом прапора Франції бельгійський триколор спочатку став вертикальним, а пізніше — червоний колір змістився до краю.
Прапор Ірландії, який складається з трьох смуг — зеленої, білої і помаранчевої — вперше був використаний у Парижі в 1848 році. Зелений колір символізував Ірландію, яку часто називають «зеленим островом», та католицтво, помаранчевий — протестантизм, білий колір втілює мир між ними. Цей колір протестантів походить від Вільгельма Оранського, ватажка протестантів на Британських островах.
Прапори Чаду, Румунії, Молдови та Андорри майже ідентичні. Від французького прапора вони різняться відтінками синьої барви, заміною білого кольору жовтим. Прапори Чаду та Румунії відрізняються між собою тільки відтінком синього: синій індиго для Чаду на відміну синього кобальту для Румунії. Герби у прапорах Андорри та Молдови допомагають уникнути проблем із ідентифікацією цих прапорів.
Чергове вагоме поповнення прапорами в цій сім'ї мало місце вже в другій половині XX століття в ході деколонізації Африки.

Прапор Італії (Цизальпійської Республіки, від 1798)
Прапор Парагваю (1813—1840)
Прапор Мексики (від 1821)
Прапор Перу (від 1822)
Прапор Бельгії (від 1831)
Прапор Ірландії (від 1848)
Прапор Сонори (1853)
Прапор Андорри (від 1866)
Прапор Румунії (від 1867)
Прапор Молдови (від 1990)
Прапор Гватемали (від 1924)
Прапор Афганістану (від 1928)
Прапор Монголії (від 1940)
Прапор Гвінеї (від 1958)
Прапор Чаду (від 1959)
Прапор Малі (від 1959)
Прапор Кот-д’Івуару (від 1959)
Прапор Сенегалу (від 1960)
Прапор Канади (від 1965)
Прапор Барбадосу (від 1966)
Прапор Нігерії (від 1968)
Прапор Камеруну (від 1975)
Прапор Мадейри (від 1978)
Прапор Сент-Вінсент і Гренадин (1979—1985)
Прапор Сент-Вінсент і Гренадин (від 1985)
Прапор острова Норфолк (від 1980)

### Французькі колоніальні прапори
Деякі з колоній, протекторатів і підмандатних територій французької колоніальної імперії використовували особливі прапори. Найпоширеніший варіант — французький триколор в крижі. Проте, були варіанти французького триколора, що обтяжувався додатковими елементами або новотвір на основі французьких національних кольорів.

Прапор Французького Індокитаю (1923—1945)
Прапор Лаосу (1893—1952)
Прапор Того (1957—1958)
Прапор Габону (1959—1960)
Прапор Тунісу (1881—1956)
Прапор Французького мандату у Сирії і Лівані (1920—1922)
Прапор Сирійської Федерації (1922—1924) та Сирії (1924—1930).
Прапор Алавітської держави (1920—1936)
Прапор держави Алеппо (1920—1924)
Прапор держави Дамаск (1920—1924)
Прапор Джабаль аль-Друз (1921—1932)
Прапор Мадагаскару (1885—1895)
Прапор Гаяни (1886—1887)
Прапор Марокко (1919—1946)
Королівство Увеа (1860—1886)
Прапор Вануату часів англо-французького кондомініуму (1887—1906)
Прапор Таїті (1842—1880)
Прапор Великого Лівану (1920—1946)
Прапор Французького Судану (1958—1959)
Прапор Саару (1947—1956)
Прапор Алжиру (1848—1910)
Прапор Французької Екваторіальної Африки (1910—1958)

За винятком Французької Полінезії, яка має власний прапор, заморські території Франції мають використовувати прапор Франції. Проте, вони мають і неофіційні прапори, які широко вживаються як вияв місцевого патріотизму. Неофіційні прапори заморських територій часто використовують французькі синьо-біло-червоні кольори.

Неофіційний прапор Волліс і Футуна
Неофіційний прапор Сен-Мартену
Напівофіційний прапор Французькихі Південних і Антарктичних територій
Неофіційний прапор Майотти
Прапор Реюньйону

### Прапори франкомовних спільнот
Історичні обставини спонукали частину французів до переселення за океан. Так вони опинилися на теренах сучасних США і Канади, де відомі під етнонімами акадійці та квебекці.
До 1861 року, штат Луїзіана не мав ніякого офіційного прапора. У січні 1861 року, після виходу зі складу Союзу і перед вступом до Конфедерації, штат Луїзіана використовував неофіційний прапор, оснований на основі прапора Франції: синьо-біло-червоний триколор із сімома п'ятикутніми білими зірками по колу у верхній частині синьої смуги. У лютому 1861 року, штат Луїзіана офіційно прийняв прапор з тринадцятьма червоними, білими і синіми горизонтальними смугами і з однією жовтою зіркою в червоному крижі. Прапор використовувався під час Громадянської війни в США. Нарівні з ним неофіційно використовувалися попередні прапори.
В наш час дані спільноти відстоюють своє право на самобутність під прапорами, які створені на основі французьких історичних кольорів: квебекці — білим хрестом із білими ліліями на синьому тлі, акадійці — прапорами із синьо-біло-червоним поєднанням кольорів.
Французька громада Бельгії використовує жовтий прапор із червоним гальським півнем, проте, радикальні франкофони вживають вранцузький триколор із червоним галльським півнем як символ прагнення приєднання Валлонії до Франції. Франкомовні громадяни Швейцарії, які проживають в історичному регіоні Романдія, також мають прапор своєї спільноти, що був розроблений на основі французького із додаванням шести зірок (за кількістю франкомовних кантонів) та білого хреста як символу Швейцарії. Окремі прапори використовують франкофони кантону Вале: триколор, обтяжений тринадцятьма пятикутніми зірками перемінних кольорів на білій і червоній смузі; і кантону Юра: французький триколор, де біла смуга обтяжена червоним єпископським жезлом, а червона — трьома білими горизонтальними смугами

Прапор Луїзіани (січень 1861 — 11 лютого 1861)
Прапор Луїзіани (11 лютого 1861 — 28 квітня 1862)
Прапор Квебеку
Прапор акадійців Акаді
Прапор франко-американців
Прапор франко-альбертинців (Альберта)
Прапор франко-ньюфаундлендців (Ньюфаундленд і Лабрадор)
Прапор акадійців Нової Англії
Прапор акадійців Луїзіани
Прапор франкомовної громади Бельгії

### Франкоподібні прапори регіонів та міст
Синьо-біло-червоний триколор є основою кількох регіональних та муніципальних прапорів. При зовнішній схожості не всі із них мають походження від прапора Франції. Дані тези підтверджують прапори Айови і Нью-Йорка.
В основу прапора Айови покладено прапор Франції, оскільки штат Айова був частиною французького володіння Луїзіана в Нової Франції. Через ширшу середню смугу і симетричний дизайн проєкт прапора іноді класифікується як «Канадський стовп».
Прапор міста Нью-Йорк не пов'язаний із Французьким, оскільки створений на основі прапора Нідерландів, які заснували колонію Новий Амстердам, що дала початок місту.

Прапор Айови
Прапор міста Нью-Йорк
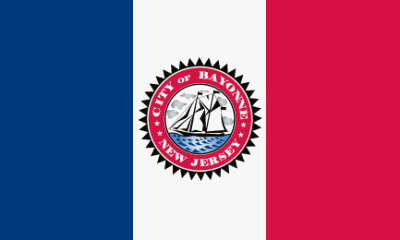
Прапор міста Байонн
Прапор міста Канзас-Сіті (штат Міссурі
Прапор бразильського штату Алагоас